# Tramwaje w Krakowie
Tramwaje w Krakowie – funkcjonujący w Krakowie od 1882 roku system transportu tramwajowego. System obejmuje sieć torowisk o łącznej długości około 97 km (193,6 km pojedynczego toru (2020)), po którym regularnie kursuje 27 linii (24 zwykłe i 3 nocne). Utrzymanie infrastruktury należy do zadań Zarządu Dróg Miasta Krakowa, organizacja przewozów do zadań Zarządu Transportu Publicznego w Krakowie, natomiast wykonywaniem przewozów oraz utrzymaniem taboru zajmuje się MPK Kraków.
Wraz z otwarciem estakady tramwajowej Lipska–Wielicka, od września 2015 roku w mieście funkcjonuje pierwszy korytarz sieci szybkiego tramwaju w relacji Kurdwanów–Krowodrza Górka, znany pod nazwą Krakowski Szybki Tramwaj, z którego korzystają również zwykłe linie tramwajowe. We wrześniu 2023 roku korytarz ten został przedłużony, dzięki ukończeniu nowej linii o długości 5,5 km na odcinku Krowodrza Górka– Górka Narodowa.

## Sieć tramwajowa

### Torowiska
Krakowska sieć tramwajowa ma budowę promienistą. Większość linii prowadzi od centrum do poszczególnych dzielnic. Centralnymi punktami systemu są Stare Miasto (szczególnie Teatr Słowackiego, Stary Kleparz i Teatr Bagatela), Rondo Grzegórzeckie, Rondo Mogilskie, Rondo Czyżyńskie oraz Plac Centralny. Układ jest wrażliwy na prace remontowe prowadzone na głównych liniach z powodu trudności z wyznaczaniem tras objazdowych, by nie doprowadzić do przeciążenia pozostałych odcinków.
Większość torowisk w Krakowie znajduje się w dobrym stanie technicznym. Są to odcinki wybudowane lub generalnie zmodernizowane w ciągu ostatnich 20 lat (stan w 2019). Część torowisk, głównie we wschodniej części miasta w Nowej Hucie, w wyniku wieloletnich zaniedbań znajduje się w stanie złym lub bardzo złym. Według stanu na koniec 2022 roku 8,4% ogółu torowisk wymaga naprawy (spadek o 18,4 punktów procentowych w stosunku do końca 2020 roku).

Krakowska sieć tramwajowa

### Linie tramwajowe

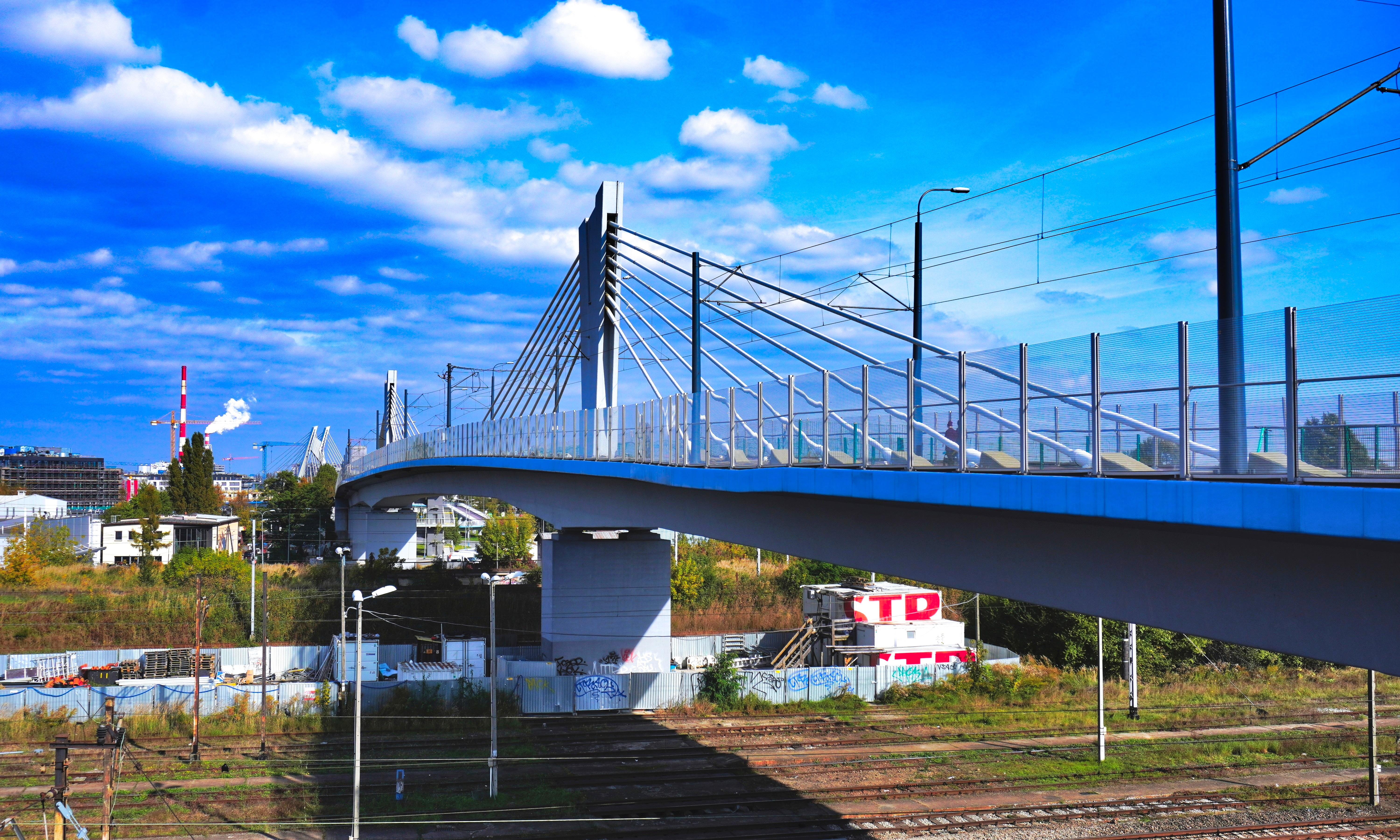
Estakada tramwajowa Lipska – Wielicka

Linie tramwajowe w Krakowie posiadają numery z zakresu 0 – 99 i kursują przez całą dobę. Obecnie stosowana jest następująca konwencja numeracji:
- x, 1x, 2x – linie zwykłe i muzealne
- 4x – linie wspomagające i specjalne
- 5x – Krakowski Szybki Tramwaj oraz linie o zwiększonej częstotliwości kursowania (co 5/10 minut)[potrzebny przypis]
- 6x – linie nocne i specjalne (specjalne uruchamiane podczas Krakowskiej Nocy Muzeów)
- 7x – linie zastępcze (uruchamiane w trakcie remontów, objazdów itp.)
- 8x – linie specjalne (uruchamiane podczas uroczystości Wszystkich Świętych oraz Zaduszek)

Ponadto w przeszłości zastosowano również:
- 3x – linie zwykłe (kursujące w latach 2005 - 2008 do pętli Kurdwanów[12])
- 9x – linia specjalna (uruchomiona podczas otwarcia tunelu Krakowskiego Szybkiego Tramwaju w 2008 roku[13])
- Sx - linie specjalne (uruchomione podczas Światowych Dni Młodzieży w 2016 roku[14])

#### Wykaz linii stałych

Stałe dzienne linie tramwajowe w Krakowie.

Stałe nocne linie tramwajowe w Krakowie.

### Przyszłość sieci
Trasy wybudowane (od 2022 roku)

Przyszłość krakowskiej sieci tramwajowej

1. Część tramwajowa Trasy Łagiewnickiej – wybudowana w roku 2022 – od pętli na os. Kurdwanów do ulicy Zakopiańskiej, z tunelem pod Centrum Jana Pawła II „Nie lękajcie się”. 18 listopada 2016 roku otwarto oferty na budowę Trasy Łagiewnickiej. Najniższą cenę – 802 mln zł – zaproponowało konsorcjum Budimex SA i Ferrovial Agroman SA. W ramach inwestycji została wybudowana linia tramwajowa łącząca pętlę Kurdwanów z ulicą Zakopiańską.

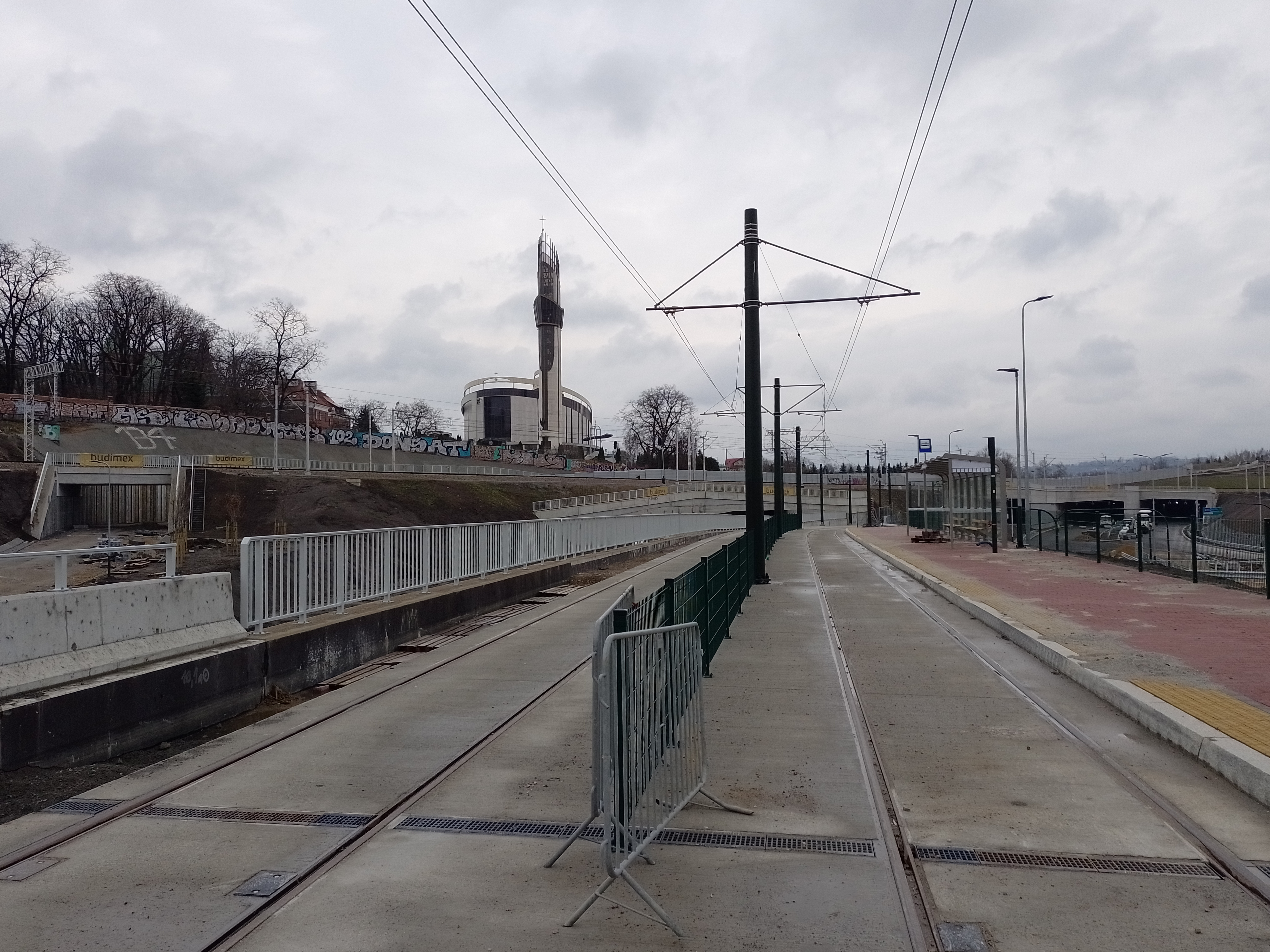
Budowa linii tramwajowej w ciągu Trasy Łagiewnickiej (stan w kwietniu 2022)

2. Linia tramwajowa KST, etap III – od pętli Krowodrza Górka do osiedla Górka Narodowa. 25 listopada otworzono oferty w przetargu na realizację linii Krowodrza Górka – Górka Narodowa. Najkorzystniejszą ofertę złożyło konsorcjum firm ZUE i PORR Polska Infrastructure (253,4 mln zł). Firma Porr jednak nie przedłużyła oferty (co było wymagane w związku z przedłużającą się procedurą przetargową) i konsorcjum wycofało się. ZIKiT wybrał konsorcjum dwóch firm Przedsiębiorstwa Usług Technicznych INTERCOR oraz Przedsiębiorstwa Inżynieryjnych Robót Kolejowych TOR-KRAK (326,2 mln zł). Wykonawca po podpisaniu umowy będzie miał 42 miesiące na realizację inwestycji. Prace budowlane rozpoczęto w lipcu 2020 a linia została otwarta 4 września 2023.

#### Trasy w budowie
3. Linia tramwajowa KST, etap IV – od skrzyżowania z ulicą Mogilską i aleją Jana Pawła II, ulicą Meissnera, w tunelu/wykopie w ciągu ulicy Młyńskiej, w tunelu pod rondem Polsadu i ulicą Lublańską, wzdłuż ulic Dobrego Pasterza, Krzesławickiej i Bohomolca, do pętli Mistrzejowice. Od 2014 trwają prace projektowe, a 26 maja 2017 r. Urząd Miasta Krakowa wydał decyzję środowiskową ws. budowy linii przez ul. Meissnera do pętli na os. Mistrzejowice. Projekt będzie finansowany w modelu Partnerstwa Publiczno-Prywatnego. 24 listopada 2020 wybrano ofertę konsorcjum PPP Solutions Polska Sp. z o.o. (lider), Gulermak AGir Sanayi Insaat ve Taahhu A.S. (partner) na kwotę 1 125 398 096,71 zł brutto.

#### Trasy planowane
4. Linia tramwajowa na ul. Lema – od skrzyżowania z ulicą Meissnera, ulicą Stanisława Lema, do skrzyżowania z aleją Pokoju.
5. Linia tramwajowa KST „Stella-Sawickiego” – od węzła Mistrzejowice, przez ulicę Stella-Sawickiego i Nowohucką, do skrzyżowania z aleją Pokoju.
6. Trasa Ciepłownicza – od ronda Dywizjonu 308, w kierunku południowym ulicą Nowohucką, węzłem Łęg na Trasę Ciepłowniczą, która poprowadzona będzie po zachodniej stronie Elektrociepłowni Kraków, nowym mostem nad Wisłą i estakadami nad terenami zalewowymi, do węzła Płaszów na skrzyżowaniu z ulicą Lipską.
7. Trasa Nowobagrowa – od węzła Płaszów na skrzyżowaniu z ulicą Lipską, ulicą Mierzeja Wiślana,  estakadami (lub tunelami) umożliwiającymi przekroczenie terenów kolejowych i przemysłowych, do skrzyżowania ulic Wielickiej, Kamieńskiego i Nowosądeckiej.
8. Przedłużenie trasy tramwajowej do Salwatora – od pętli Salwator, ulicą Księcia Józefa, do pętli przy węźle Przegorzały.
9. Linia tramwajowa KST „Krowodrza Górka–Azory” – od pętli Krowodrza Górka wzdłuż ulicy Opolskiej i Wojciecha Weissa, do pętli w okolicach ulicy Marii Jaremy.
10. Linia tramwajowa „Cichy Kącik–Azory” – od pętli Azory w okolicach ulicy Marii Jaremy, ulicami Wojciecha Weissa, Głowackiego i Piastowską, do pętli Cichy Kącik.
11. Linia tramwajowa do węzła Kraków-Skawina – od pętli Czerwone Maki P+R, ulicą Karola Bunscha, nową ulicą Humboldta, ulicą Skotnicką, do pętli przy węźle autostradowym Kraków-Skawina.
12. Linia tramwajowa „Rondo Barei–Górka Narodowa” – od Ronda Barei, ulicą Strzelców, nad linią kolejową, planowaną ulicą Iwaszki, do pętli na Górce Narodowej.
13. Linia tramwajowa do Rybitw/Dzielnicy Nowe Miasto – od pętli Mały Płaszów P+R, ulicami Jana Surzyckiego, Christo Botewa i Tadeusza Śliwiaka, do węzła drogowego Kraków Przewóz lub z rozwidleniami do Dzielnicy Nowe Miasto, w tym do osiedla Złocień.
14. Linia tramwajowa do Złocienia – od ulicy Tadeusza Śliwiaka, przez ulicę Mariana Domagały, do osiedla Złocień.
15. Linia tramwajowa do Szpitala Uniwersyteckiego – od skrzyżowania ulicy Wielickiej i Teligi, ulicą Wielicką, następnie na południe nowoprojektowaną ulicą równoległą do ulicy Marii Orwid, wzdłuż wschodniej części Szpitala Uniwersyteckiego, do terenów na południe od szpitala.
16. Linia tramwajowa do Walcowni – remont linii tramwajowej od ulicy Ujastek, wzdłuż ulicy Morozowej, do pętli Walcownia, budowa linii tramwajowej ulicą Karola Łowińskiego lub oba te warianty.
17. Premetro (wariant T6D), etap I – od ronda Generała Maczka, aleją Generała Władysława Andersa, ulicą Dobrego Pasterza, wspólnym odcinkiem z linią tramwajową KST do Mistrzejowic (między przystankami Park Wodny i Rondo Polsadu), w tunelu od Ronda Polsadu pod ulicami Młyńską, Pilotów, Olszyny i Brodowicza, pod Rondem Mogilskim, ulicą Lubicz, północną częścią Starego Miasta (okolice ulic Basztowej, Garbarskiej, Rajskiej i Czystej), ulicą Władysława Reymonta, z wylotem z tunelu w okolicach Stadionu Miejskiego im. Henryka Reymana, aż do ulicy Piastowskiej.
18. Premetro (wariant T6D), etap III – od ulicy Władysława Reymonta, ulicą Piastowską, Armii Krajowej, z odcinkiem tunelowym zaczynającym się przed węzłem Armii Krajowej-Balicka i kończącym się za Rondem Ofiar Katynia, do okolic za Galerią Bronowice (lub do początku ulicy Jasnogórskiej, jeśli linia "Azory–Bronowice" powstanie wcześniej).
19. Przedłużenie linii na os. Piastów – od pętli os. Piastów, wzdłuż ulicy Piasta Kołodzieja, do planowanej stacji SKA przy ulicy Powstańców.
20. Linia tramwajowa "Azory–Bronowice" – od planowanej pętli Azory w okolicach ulicy Marii Jaremy, wzdłuż ulicy Opolskiej i Josepha Conrada, do okolic za Galerią Bronowice (lub do początku ulicy Jasnogórskiej, jeśli Etap III premetra powstanie wcześniej).
21. Linia tramwajowa do Osiedla Rżąka – od skrzyżowania ulicy Wielickiej i Teligi, ulicą Wielicką, do pętli między ulicą Wielicką a Czerwiakowskiego z możliwością wydłużenia do Węzła Wielickiego.
22. Linia tramwajowa z Dębnik do Cichego Kącika  – od skrzyżowania ulic Monte Cassino i Kapelanka, wzdłuż ulicy Zielińskiego, a następnie – najprawdopodobniej w tunelu – do pętli w Cichym Kąciku.

### Zajezdnie
W Krakowie tramwaje stacjonują w trzech zajezdniach (dwóch liniowych i jednej muzealnej). Planowana jest budowa trzeciej zajezdni linowej, która miałaby być częścią pierwszej linii krakowskiego premetra.
| Nazwa                   | Schemat | Rok otwarcia | Rodzaj stacjonującego taboru                              | Liczba wagonów | Zdjęcie |
| ----------------------- | ------- | ------------ | --------------------------------------------------------- | -------------- | ------- |
| Zajezdnia św. Wawrzyńca |         | 1913         | SN1, PN3, SN2 + PN2, N + ND, LH, 102N                     | zmienna        |         |
| Zajezdnia Podgórze      |         | 1938         | 105Na, NGT6, NGT8, GT8S, PESA 2014N, Stadler Tango        | 183            |         |
| Zajezdnia Nowa Huta     |         | 1969         | E1, C3, MAN N8S-NF, EU8N, 405N, PESA 2014N, Stadler Tango | 184            |         |
| Zajezdnia Stelmachów    |         | planowana    | –                                                         | –              | –       |

### Końcówki
Krakowska sieć tramwajowa jest dostosowana do eksploatacji taboru jednokierunkowego, dlatego na wszystkich stałych końcówkach wybudowane są pętle. W wypadku tras częściowo zamkniętych z powodu remontów lub otwartych odcinków tras będących w budowie stosowane są tymczasowe zwrotnice pozwalające na zmianę toru bez zawracania. Na takich liniach kursują wagony dwukierunkowe N8 i GT8S.

#### Pętle eksploatowane liniowo
| Lp. | Nazwa                         | Schemat | Rok otwarcia | Rok modernizacji  | Liczba torów | Inna infrastruktura            | Linie              | Zdjęcie |
| --- | ----------------------------- | ------- | ------------ | ----------------- | ------------ | ------------------------------ | ------------------ | ------- |
| 1.  | Borek Fałęcki                 |         | 1950         |                   | 3            | Mijanka                        | 8, 22, 50          |         |
| 2.  | Bronowice                     |         | 1937         | 2019              | 2            | –                              | 13, 74             |         |
| 3.  | Bronowice Małe                |         | 1975         |                   | 2            | Tor odstawczy                  | 4, 8, 24           |         |
| 4.  | Cichy Kącik                   |         | 1902         | 1954              | 2            | Tor odstawczy                  | 0, 6, 20           |         |
| 5.  | Cmentarz Rakowicki            |         | 1934         |                   | 1            | Wypustka torowa                | 2                  |         |
| 6.  | Czerwone Maki P+R             |         | 2012         |                   | 2            | Tor odstawczy                  | 11, 18, 52, 62, 72 |         |
| 7.  | Dworzec Towarowy              |         | 1907         | 2007              | 5            | –                              | -                  |         |
| 8.  | Górka Narodowa P+R            |         | 2024         |                   | 3            | Mijanka/tor odstawczy          | 18, 50, 69         |         |
| 9.  | Kopiec Wandy                  |         | 1977         |                   | 2            | –                              | 21, 22             |         |
| 10. | Krowodrza Górka P+R           |         | 1984         | 2007, 2022        | 2            | –                              | 3                  |         |
| 11. | Kurdwanów P+R                 |         | 2000         | 2022              | 2            | –                              | 24, 50             |         |
| 12. | Łagiewniki                    |         | 1938         |                   | 3            | –                              | –                  |         |
| 13. | Mały Płaszów P+R              |         | 2010         |                   | 2            | –                              | 6, 11, 20          |         |
| 14. | Mistrzejowice                 |         | 1974         | 2024              | 2            | -                              |                    |         |
| 15. | Nowy Bieżanów P+R             |         | 1978         |                   | 2            | Tor odstawczy, kanał naprawczy | 3, 9, 13, 69       |         |
| 16. | Osiedle Piastów               |         | 1976         |                   | 2            | Tor odstawczy                  | 21, 52, 64         |         |
| 17. | Plac Centralny                |         | 1957         | 2015              | 1            | Rozjazd                        | 62                 |         |
| 18. | Pleszów                       |         | 1962         | 2018              | 2            | Tor odstawczy, mijanka         | 74, 21             |         |
| 19. | Salwator                      |         | 1917         | 2024              | 2            | -                              | 1, 2               |         |
| 20. | TAURON Arena Kraków Wieczysta |         | 1964         | 2015              | 2            | –                              | 75                 |         |
| 21. | Wzgórza Krzesławickie         |         | 1968         | modernizacja trwa | 2            | Tor odstawczy                  | -                  |         |

#### Pętle nieużywane liniowo
| Lp. | Nazwa                                 | Schemat | Rok otwarcia | Rok modernizacji | Liczba torów | Inna infrastruktura | Linie | Zdjęcie |
| --- | ------------------------------------- | ------- | ------------ | ---------------- | ------------ | ------------------- | ----- | ------- |
| 1.  | Dajwór                                |         | 1953         | 2009             | 2            | Mijanka             | 0     |         |
| 2.  | Dąbie                                 |         | 1968         |                  | 2            | –                   | –     |         |
| 3.  | Prokocim                              |         | 1965         |                  | 2            | –                   | –     |         |
| 4.  | Rondo Hipokratesa (dawniej Bieńczyce) |         | 1966         |                  | 2            | –                   | 9, 75 |         |
| 5.  | Walcownia                             |         | 1955         |                  | 2            | Tor odstawczy       | –     |         |

Jako pętle wykorzystywane są również okazjonalnie zajezdnie, a także niektóre przystanki przelotowe (np. Plac Centralny), gdzie układ torowisk pozwala na objechanie określonej części miasta i powrót tą samą trasą.

#### Inne końcówki
Jedyna stała końcówka niebędąca pętlą to Dworcowa, która jest trójkątem torowym odchodzącym od trasy wzdłuż ulicy Wielickiej w okolicy dworca kolejowego w Płaszowie. Była wykorzystywana przy okazji remontów oraz dłuższych zamknięć, zarówno gdy nieprzejezdne są torowiska do Bieżanowa i Kurdwanowa, jak i w przypadku odcięcia ich od reszty sieci. Obecnie ze względu na otwarcie estakady nad dworcem w Płaszowie nie jest używana.
Początkowo eksploatowano głównie tramwaje dwukierunkowe. Przed wojną były to Sanok SN1 oraz Sanok SN2, później także Konstal N i Man SN3, dlatego historycznie część końcówek nie posiadała pętli (np. zlikwidowana w 1966 końcówka Grzegórzki). Wraz z wprowadzaniem do ruchu nowych typów tramwajów jednokierunkowych i rozbudową sieci wszystkie końcówki zostały stopniowo wyposażone w pętle lub inne układy umożliwiające zawracanie tramwajom jednokierunkowym.
W 2006 MPK Kraków ponownie zakupiło pierwsze dwukierunkowe wagony z Norymbergi. Od tego momentu końcówki dla tego typu tramwajów budowane są przy okazji częściowego otwierania nowych odcinków, a także remontów, gdy na danym odcinku nie ma pętli lub jest ona niedostępna z innego powodu. Po raz pierwszy końcówka taka została zastosowana na ulicy Pawiej przed jej podłączeniem od północy do pętli Dworzec Towarowy. Analogiczne rozwiązanie wykorzystywane było na skrzyżowaniu ulic Nowohuckiej i Klimeckiego w związku z budową torowiska do pętli Mały Płaszów oraz na Ruczaju, w związku z budową torowiska do Czerwonych Maków, a w 2022 roku na przystanku Bratysławska podczas remontu pętli Krowodrza Górka.

### Sieć trakcyjna
Sieć trakcyjna systemu tramwajowego w Krakowie jest zasilana z 37 podstacji trakcyjnych. Zarządcą sieci trakcyjnej i podstacji, analogicznie jak torowisk i infrastruktury przystankowej jest Zarząd Dróg Miasta Krakowa.
| Oznaczenie | Nazwa           | Zdjęcie | Lokalizacja                           |
| ---------- | --------------- | ------- | ------------------------------------- |
| 01         | Czyżyny         |         | ul. Śliwkowa                          |
| 02         | Nowa Huta       |         | ul. Ujastek                           |
| 03         | Pleszów         |         | ul. Igołomska                         |
| 04         | Mistrzejowice   |         | os. Kalinowe                          |
| 06         | Bieńczyce       |         | os. Niepodległości                    |
| 07         | Dąbie           |         | ul. Nowohucka                         |
| 08         | Cementownia     |         | ul. Igołomska                         |
| 09         | Bociana         |         | ul. Bociana                           |
| 10         | Bulwarowa       |         | ul. Bulwarowa                         |
| 11         | Reja            |         | ul. Radziwiłłowska                    |
| 12         | Lubicz          |         | ul. Lubicz                            |
| 13         | Konarskiego     |         | ul. Stanisława Konarskiego            |
| 14         | Balicka         |         | ul. Balicka                           |
| 15         | Tenczyńska      |         | ul. Tenczyńska                        |
| 16         | Bonarka         |         | ul. Rzemieślnicza                     |
| 17         | Wielicka        |         | ul. Bolesława Limanowskiego           |
| 18         | Sukiennicza     |         | ul. Józefa Dietla                     |
| 19         | Brożka          |         | ul. Jana Brożka                       |
| 20         | Szklarska       |         | ul. Ryszarda Kuklińskiego             |
| 21         | Grzegórzecka    |         | ul. Kazimierza Kordylewskiego         |
| 22         | Facimiech       |         | ul. Facimiech                         |
| 23         | Bieżanowska     |         | ul. Henryka Kamieńskiego              |
| 24         | Dworcowa        |         | ul. Wielicka                          |
| 25         | Łagiewnicka     |         | ul. Totus Tuus                        |
| 26         | Wieczysta       |         | al. Jana Pawła II                     |
| 28         | Prądnicka       |         | ul. Prądnicka                         |
| 29         | Ruczaj          |         | ul. Stefana Grota-Roweckiego          |
| 30         | Zaborze         |         | ul. Czerwone Maki                     |
| 31         | Politechnika    |         | ul. Warszawska                        |
| 32         | Borek           |         | ul. Zakopiańska                       |
| 33         | Dworzec         |         | Tunel Krakowskiego Szybkiego Tramwaju |
| 34         | Wielopole       |         | ul. Józefa Dietla                     |
| 35         | Witosa          |         | ul. Łużycka                           |
| 36         | Szopkarzy       |         | ul. Szopkarzy                         |
| 37         | Krowodrza Górka |         | ul. Dominika Ździebły-Danowskiego     |

### Remonty i zamknięcia
Podczas remontów i zamknięć występuje konieczność reorganizacji siatki połączeń. W Krakowie stosowane są następujące praktyki:
- czasowa zmiana trasy – sygnalizowana poprzez wyświetlanie numeru linii w negatywie lub żółte tablice liniowe,
- zawieszenie linii,
- uruchamianie linii czasowych 7x – w zamian za linie zawieszane lub do wzmocnienia ciągów komunikacyjnych osłabionych przez zmiany tras.

### Krakowska Linia Muzealna
Od roku 2003 w wakacje uruchamiana jest Krakowska Linia Muzealna obsługiwana zabytkowym taborem tramwajowym. Początkowo historyczne wagony kursowały na regularnych liniach, a od roku 2007 na specjalnej linii oznaczonej numerem 0. Od 2008 roku linia ma jedną stałą końcówkę na ul. św. Wawrzyńca obok Muzeum Inżynierii Miejskiej, natomiast przebieg trasy zmienia się z edycji na edycję.

## Tabor tramwajowy
Polityka taborowa MPK Kraków polega z jednej strony na regularnych zakupach fabrycznie nowych tramwajów niskopodłogowych, a z drugiej na imporcie używanych tramwajów z miast niemieckich i austriackich. Pierwsze używane tramwaje T4 zostały zakupione z Norymbergi za symboliczną kwotę w 1989, mając na celu ratowanie floty polskiej produkcji. Średni wiek wagonów to 23 lata (2023).

### Numeracja wagonów
W czerwcu 2015 roku MPK wprowadziło nowy system numeracji wagonów tramwajowych umożliwiający ich jednoznaczną identyfikację, składający się z ciągu literowo-cyfrowego XYxxx, w którym:
X oznacza zajezdnię, w której stacjonuje wagon lub funkcję:

H – Zajezdnia Nowa Huta
R – Zajezdnia Podgórze
O – pojazdy szkoleniowe
Z – pojazdy zabytkowe
Y oznacza model lub funkcję wagonu:

B – doczepy C3
F – GT8S/C/N/SU
G – 2014N i 405N
K – N8S/C
L – EU8N
P – NGT6
T – wagony techniczne
W – E1
V – pojazdy zabytkowe
Y – NGT8, 126N, Stadler Tango "Lajkonik"
Z – 105Na
xxx to liczba trzycyfrowa z zakresu od 100 do 999.

### Tabor obsługujący regularne linie
Stan na dzień 24 listopada 2024 roku.
| Zdjęcie               | Seria                   | Liczba składów | Liczba | Liczba członów | Długość [m] | Liczba miejsc siedzących | Procent niskiej podłogi | Producent    | Modernizator | Konstrukcja z roku | Początek eksploatacji | Właściwości |                             |
| --------------------- | ----------------------- | -------------- | ------ | -------------- | ----------- | ------------------------ | ----------------------- | ------------ | ------------ | ------------------ | --- | --- | --------------------------- |
|                       | Tango Kraków Lajkonik 2 | 60             | 60     | 3              | 33,40       | 75                       | 100%                    | Stadler      | –            | 2022               | 2022 | przewóz osób na wózkach · klimatyzacja przestrzeni pasażerskiej · zasobniki energii · ładowarki USB                      | [ 57 ] [ 58 ] [ 59 ] [ 60 ] |
| Tango Kraków Lajkonik | 50                      | 50             | 3      | 33,40          | 82          | 100%                     | Stadler                 | –            | 2019         | 2020               | przewóz osób na wózkach · klimatyzacja przestrzeni pasażerskiej · zasobniki energii · gniazdka elektryczne · ładowarki USB | [ 61 ] [ 62 ] |                             |
|                       | 2014N Krakowiak         | 36             | 36     | 4              | 42,83       | 93                       | 100%                    | Pesa         | –            | 2014               | 2015 | przewóz osób na wózkach · klimatyzacja przestrzeni pasażerskiej · przewóz rowerów · gniazdka elektryczne · ładowarki USB | [ 63 ] [ 64 ] [ 65 ] [ 66 ] |
|                       | 126N Nevelo             | 1              | 1      | 3              | 31,62       | 60                       | 100%                    | Newag        | –            | 2012               | 2013 | przewóz osób na wózkach · klimatyzacja przestrzeni pasażerskiej                                                          | [ 67 ] [ 68 ] [ 69 ]        |
|                       | NGT8                    | 24             | 24     | 3              | 32,83       | 77                       | 68%                     | Bombardier   | –            | 2011               | 2012 | przewóz osób na wózkach · klimatyzacja przestrzeni pasażerskiej                                                          | [ 70 ]                      |
|                       | 405N                    | 1              | 1      | 5              | 40,57       | 57                       | 25%                     | Konstal      | Protram      | 2011               | 2012 | przewóz osób na wózkach · klimatyzacja przestrzeni pasażerskiej                                                          | [ 71 ] [ 72 ] [ 73 ]        |
|                       | NGT6-2 (seria III)      | 24             | 24     | 3              | 26,00       | 73                       | 65%                     | Bombardier   | –            | 2007               | 2008 | przewóz osób na wózkach · klimatyzacja przestrzeni pasażerskiej                                                          | [ 74 ]                      |
|                       | NGT6-2 (seria II)       | 12             | 12     | 3              | 26,00       | 73                       | 65%                     | Bombardier   | -            | 2003               | 2003 | przewóz osób na wózkach                                                                                                  | [ 74 ]                      |
| NGT6 (seria I)        | 14                      | 14             | 3      | 26,00          | 76          | 65%                      | Bombardier              | –            | 1999         | 2000               | przewóz osób na wózkach | [ 74 ] |                             |
|                       | EU8N                    | 40             | 40     | 3              | 26,62       | 48                       | 25%                     | Rotax        | MPK Kraków   | 1979               | 2010 | przewóz osób na wózkach · klimatyzacja przestrzeni pasażerskiej                                                          | [ 75 ] [ 76 ] [ 77 ]        |
|                       | N8C-NFj                 | 6              | 6      | 3              | 26,08       | 46                       | 25%                     | MAN SE       | MPK Kraków   | 1976               | 2006 | przewóz osób na wózkach · klimatyzacja przestrzeni pasażerskiej                                                          | [ 78 ] [ 79 ]               |
|                       | N8S-NF                  | 4              | 4      | 3              | 26,08       | 46                       | 25%                     | MAN SE       | MPK Kraków   | 1976               | 2006 | przewóz osób na wózkach · pojazd dwukierunkowy                                                                           | [ 80 ] [ 79 ]               |
|                       | N8C-NF                  | 1              | 1      | 3              | 26,08       | 46                       | 25%                     | Düwag        | Protram      | 1976               | 2012 | przewóz osób na wózkach · pojazd dwukierunkowy                                                                           | [ 79 ] [ 81 ]               |
|                       | GT8N                    | 31             | 31     | 3              | 26,20       | 51                       | 25%                     | Düwag        | MPK Kraków   | 1973               | 2009 | przewóz osób na wózkach · klimatyzacja przestrzeni pasażerskiej · pojazd dwukierunkowy                                   | [ 75 ] [ 76 ] [ 77 ]        |
|                       | 105N/Na                 | 11             | 30     | 1              | 13,50       | 20 lub 23                | 0%                      | Konstal      | –            | 1973               | 1975 | | [ 82 ]                      |
|                       | E1                      | 18             | 18     | 2              | 19,71       | 33                       | 0%                      | SGP / Lohner | –            | 1966               | 2004 | | [ 83 ]                      |
| C3                    | 10                      | 18             | 1      | 14,10          | 28          | 0%                       | SGP / Lohner            | –            | 1959         | 2004               | | [ 83 ] |                             |

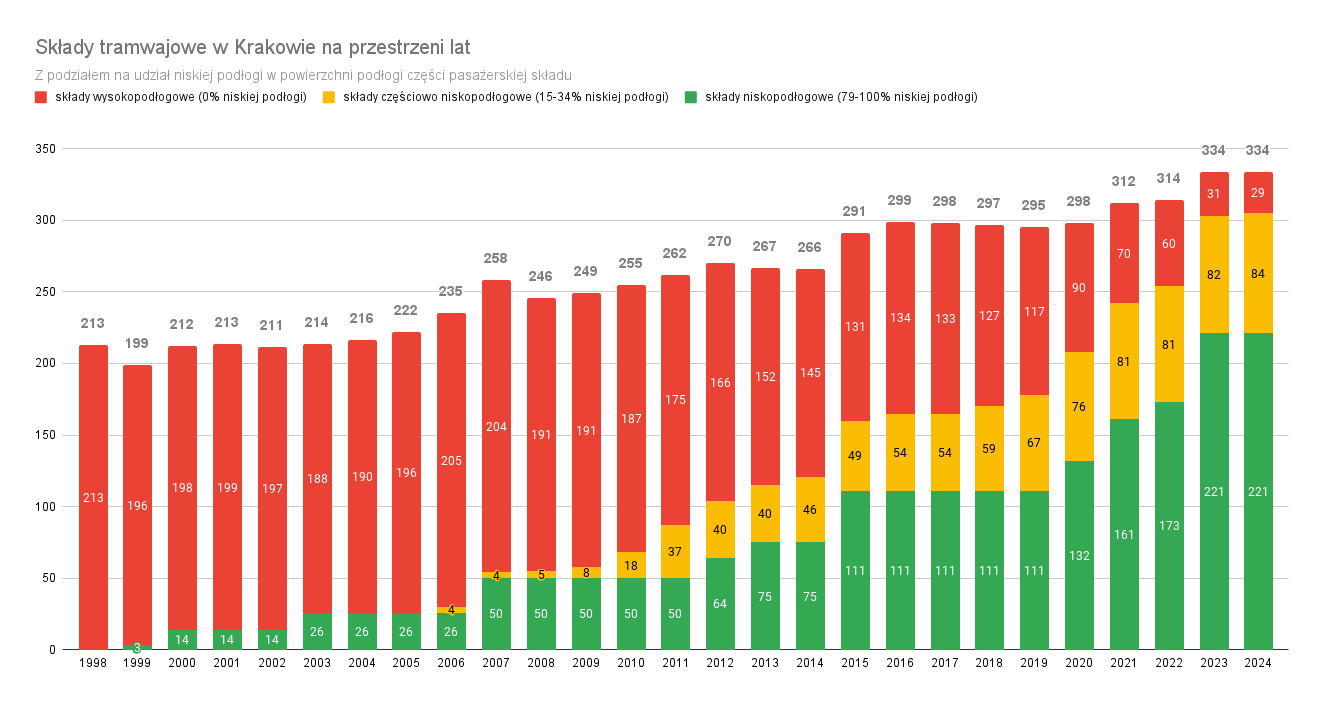
Składy tramwajowe w Krakowie na przestrzeni lat - liczbowo
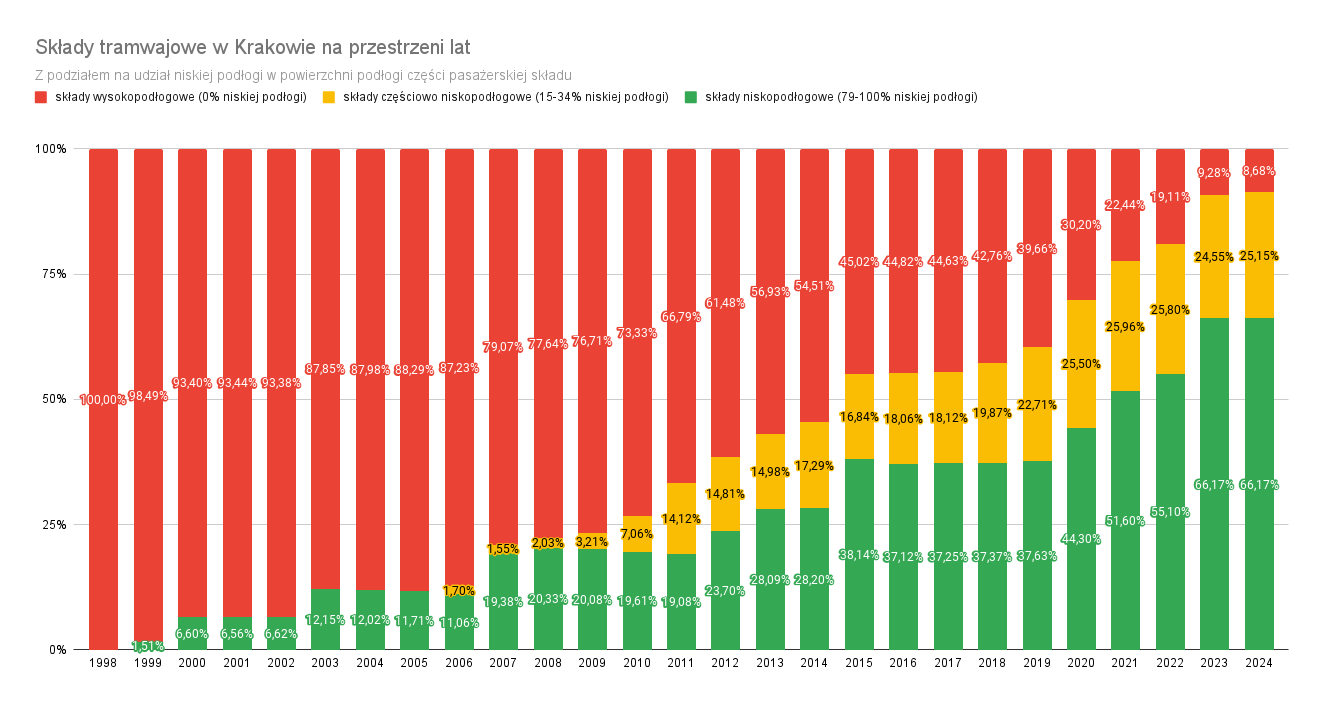
Składy tramwajowe w Krakowie na przestrzeni lat - procentowo

### Tabor dwukierunkowy

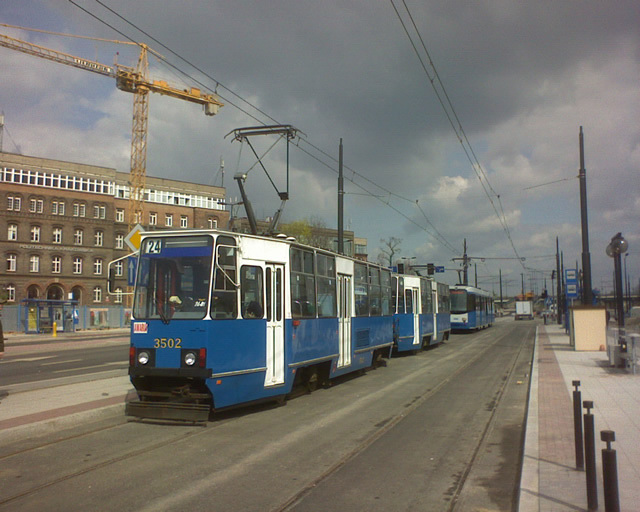
Wypożyczony od Tramwajów Śląskich dwukierunkowy skład wagonów Konstal 111N, który służył na krakowskiej sieci w latach 2006–2008

W pierwszej połowie XX wieku cały krakowski tabor tramwajowy był dwukierunkowy, tj. można było zmienić kierunek jazdy bez pętli tramwajowej dzięki obecności kabiny motorniczego z obu stron pojazdu. Choć przy budowie nowych tras starano się budować pętle wszędzie tam, gdzie było to możliwe, z uwagi na ich przepustowość funkcjonowało kilka końcówek z przejazdówkami między torami (np. Grzegórzki, Prokocim czy Klasztorna w Nowej Hucie). W 1969 roku na krakowskich torach pojawiły się pierwsze szybkobieżne tramwaje Konstal 102N, wyposażone tylko w jedną kabinę motorniczego (wcześniej przerabiane 4N i 4ND). W następnych latach z ruchu był stopniowo wycofywany cały tabor dwukierunkowy. Zlikwidowano także wszystkie końcówki pozbawione pętli, z wyjątkiem trójkąta torowego na Dworcowej, gdzie tramwaje wciąż mogły zawrócić poprzez manewr tzw. wekslowania (aczkolwiek również w tym przypadku istniały plany budowy pętli bezpośrednio przy dworcu kolejowym w Płaszowie).
Brak dwukierunkowych wagonów był szczególnie uciążliwy w trakcie remontów, gdy często zdarzało się, że długi ciąg komunikacyjny musiał być wyłączany z ruchu z uwagi na brak możliwości zawrócenia. Jedynym miejscem, gdzie tramwaje mogły bez przeszkód kursować pomimo prowadzonych prac, był odcinek Nowy Bieżanów – Dworcowa. Z tego powodu MPK Kraków zaczęło szukać możliwości pozyskania używanych wagonów dwukierunkowych. Okazja nadarzyła się w roku 2006 – w mieście pojawiły się wtedy trzy wagony N8S-NF z Norymbergi. Zostały one wykorzystane do obsługi nowo wybudowanego torowiska przy ulicy Pawiej, które docelowo miało być od strony północnej połączone z pętlą Dworzec Towarowy, przeznaczoną do remontu dopiero w następnym roku. W pobliżu przystanku Politechnika zabudowano wtedy tymczasowy rozjazd umożliwiający zmianę toru tramwajom dwukierunkowym. MPK wypożyczyło także od Tramwajów Śląskich dwukierunkowy skład wagonów Konstal 111N, który po niezbędnym remoncie służył przez następne dwa lata na krakowskich torach.
Od tego czasu tymczasowe przejazdówki dla wagonów dwukierunkowych zaczęto montować w różnych miejscach sieci przy okazji remontów oraz częściowych otwarć nowych odcinków torów (np. Płaszów, Ruczaj). W roku 2012 spółka z grupy KZN Bieżanów dostarczyła trzy komplety rozjazdów nakładkowych montowanych bezpośrednio na istniejącym torowisku i pozwalających zorganizować tymczasową końcówkę lub ruch jednotorowy z minimalną ingerencją w istniejącą nawierzchnię drogową. Krakowską flotę tramwajów dwukierunkowych stanowią 34 wagony GT8N/C oraz N8S-NF.

### Tabor szkoleniowy i techniczny

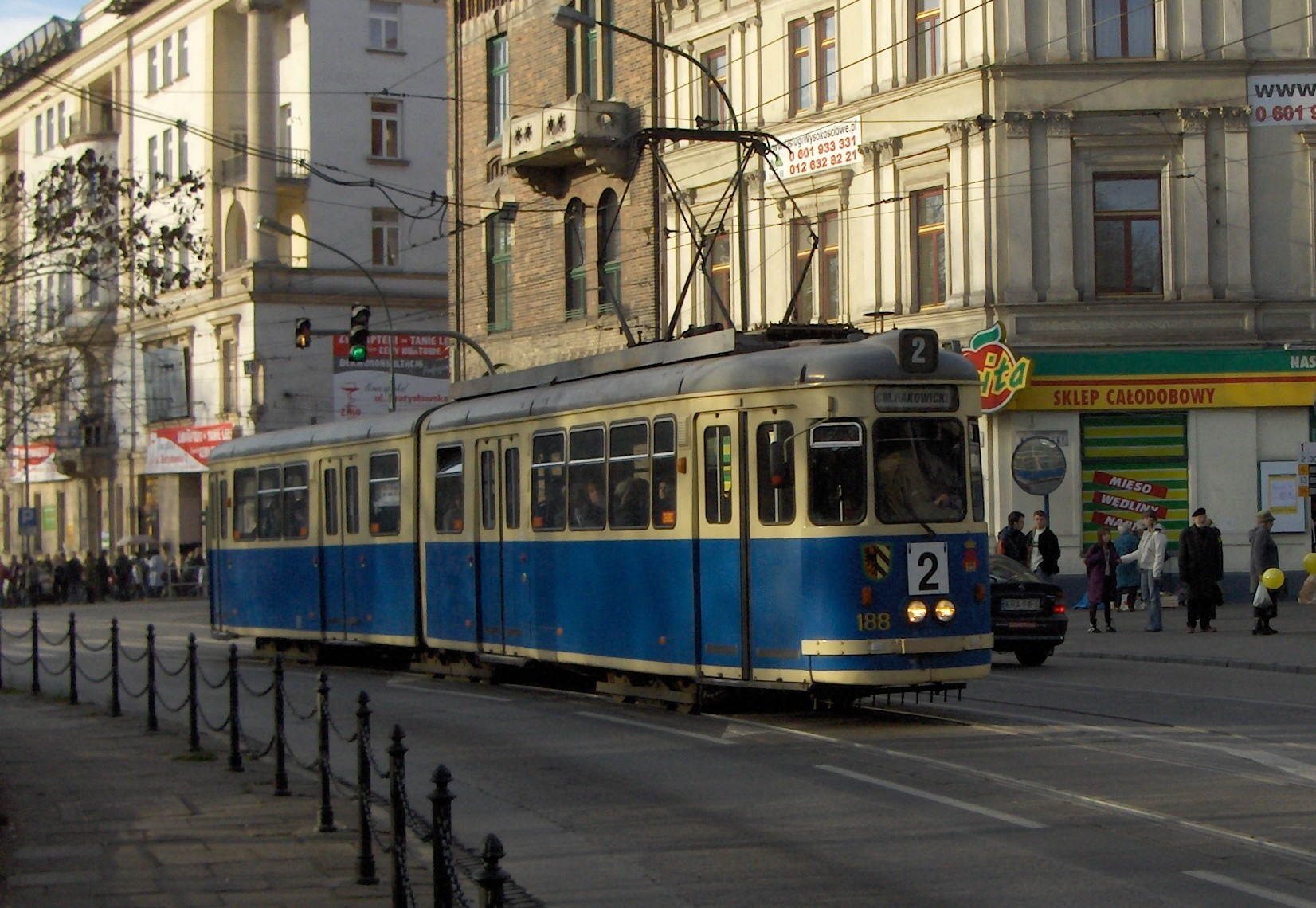
Wagon tramwajowy typu Man GT6 na ulicy Basztowej, 2006

MPK Kraków korzysta także z wagonów, które służą do nauki jazdy, prac technicznych i bieżącego utrzymania infrastruktury.
Liczba wagonów w dniu 28 sierpnia 2015.
| Typ           | Funkcja     | Liczba | Uwagi                                                 |
| ------------- | ----------- | ------ | ----------------------------------------------------- |
| Konstal N     | pług        | 2      |                                                       |
| Konstal N     | szlifierka  | 1      | Własność firmy ZUE                                    |
| Konstal 105Na | techniczny  | 2      | Jeden wagon posiada urządzenie do odladzania trakcji. |
| Konstal 105Na | nauka jazdy | 4      |                                                       |
| Konstal 105NT |             | 1      |                                                       |
| MAN GT6       | holownik    | 1      |                                                       |
| Suma          | Suma        | 11     | Wagony, z wyjątkiem szlifierki, należą do MPK Kraków  |

### Tabor wycofany

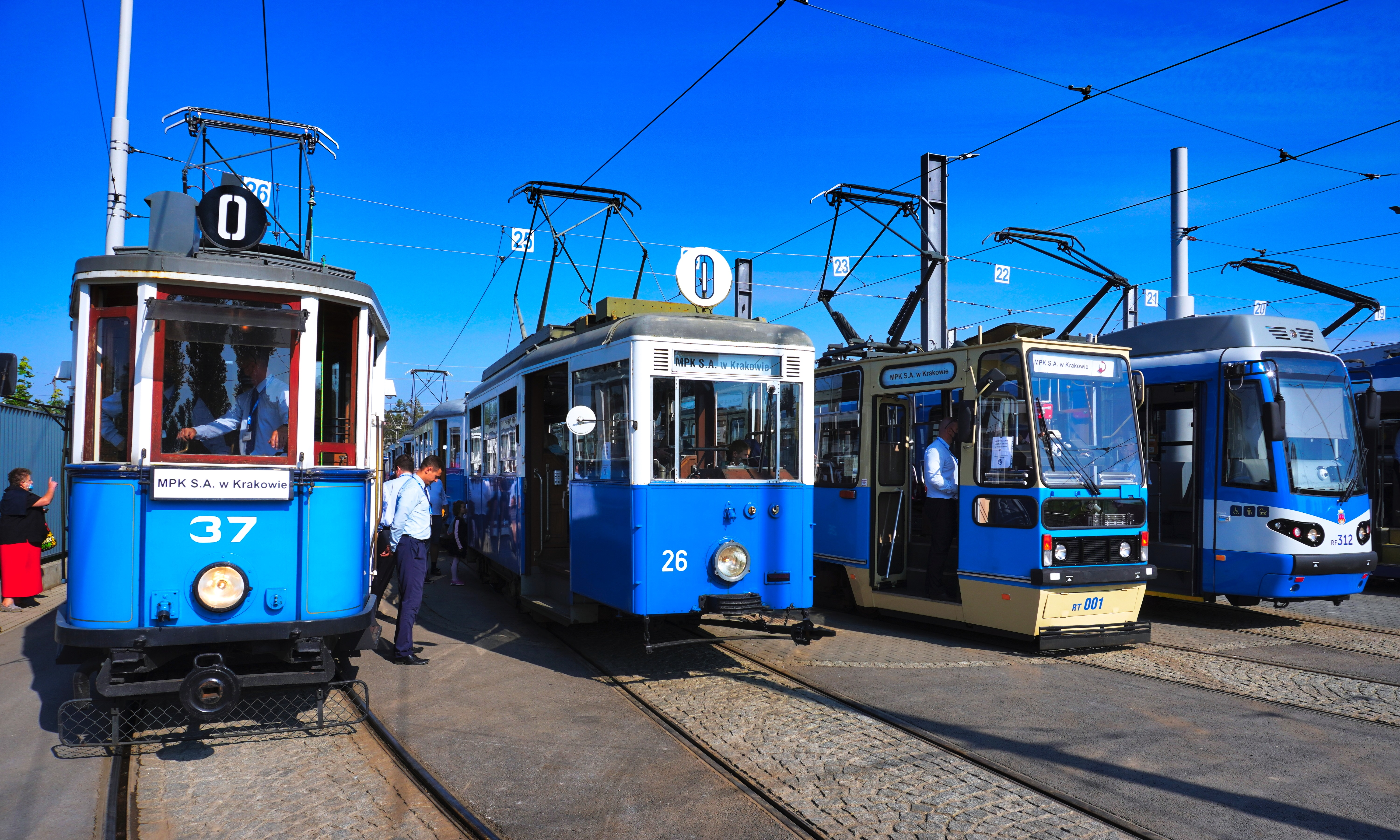
Wagony tramwajowe typu SN1, N, 105N i GT8C na torach postojowych Zajezdni Nowa Huta, 2021

Do końca lat 40. Kraków stosował autorski system oznaczeń poszczególnych typów tramwajów. Składał się on z trzech symboli:
1. Litera S lub P oznaczająca odpowiednio wagon silnikowy lub przyczepkę.
2. Litera N lub W oznaczająca dostosowanie do toru normalnego lub wąskiego.
3. Numer dostawy.

Wagony w obrębie pojedynczej serii często produkowane były według jednego wzoru przez różnych wytwórców, a także poddawane rozmaitym przeróbkom, w związku z czym mogły występować między nimi różnice.
Po elektryfikacji sieci wagony tramwaju konnego były dalej wykorzystywane jako wąskotorowe doczepki do wagonów silnikowych SW1. W 1913 na ulice wyjechały pierwsze normalnotorowe tramwaje SN1 wyprodukowane w Fabryce Wagonów i Maszyn w Sanoku. Wraz z nimi zakupiono doczepki PN1. W kolejnych dostawach ich produkcją zajmowały się również fabryki w austriackim Grazu. Po pierwszej wojnie światowej, w związku z upadkiem sieci spowodowanej zaniedbaniami i brakiem części, wagony musiały zostać poddane gruntownej renowacji. Podjęto także wysiłki budowy SN1 od podstaw w warsztatach własnych.

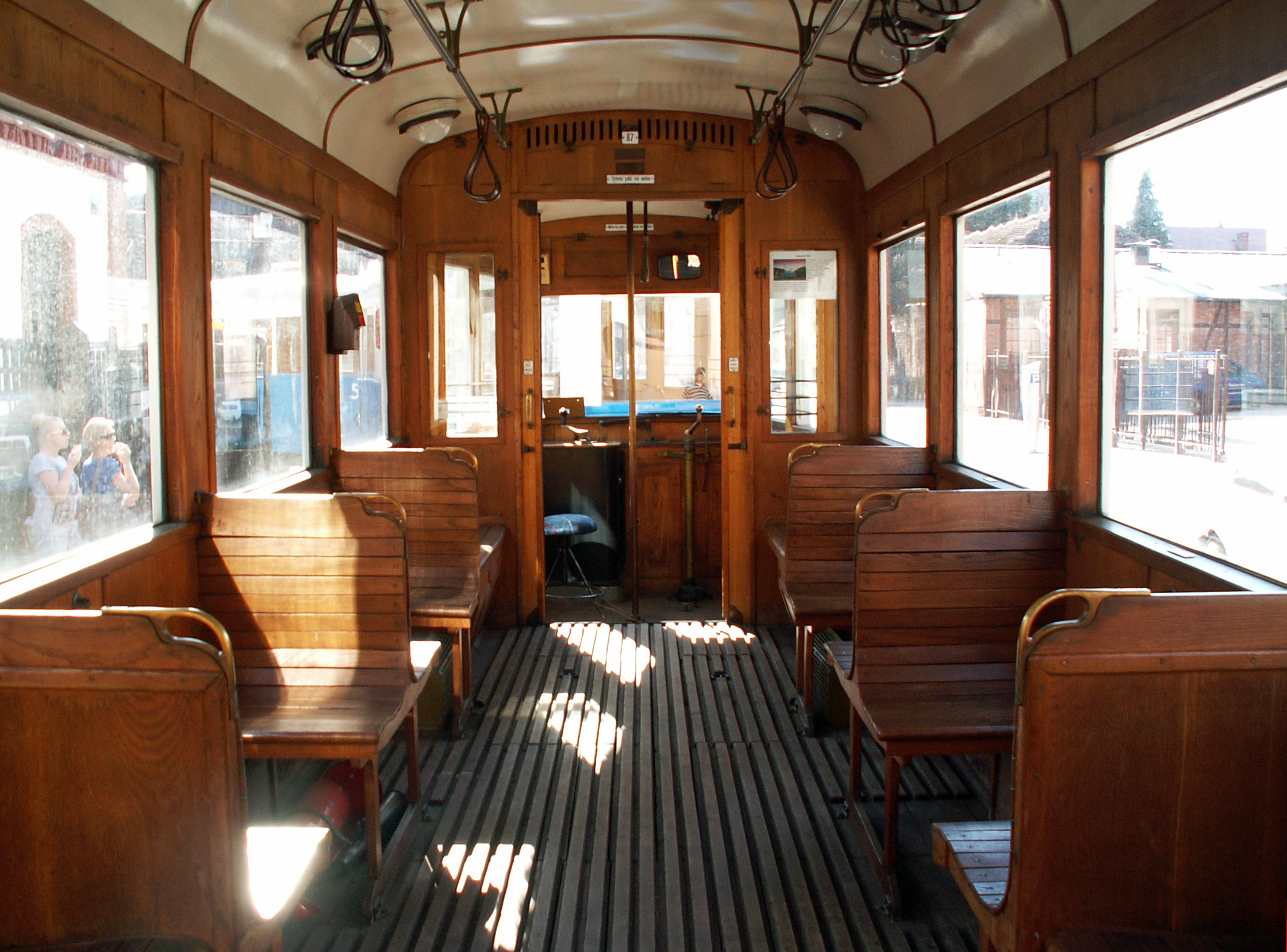
Wnętrze tramwaju SN2

W 1936 zakupione zostały wagony SN2 z Sanoka, które zostały wprowadzone do ruchu 22 grudnia 1938, a całość dostaw zakończono w maju.
Latem 1941 w ramach prawa świadczeń w Rzeszy do miasta trafiło:
- 10 starych wagonów MAN Tw oraz 23 doczepki z Norymbergi, które otrzymały oznaczenia odpowiednio SN3 i PN3. Wyprodukowano je w 1909 roku i w swoim macierzystym mieście były już odstawione od kilku lat.
- 4 wagony SN4 z likwidowanej sieci w Eberswalde w złym stanie technicznym oraz jedna przyczepa PN4.

Wagony SN3 trafiły do ruchu, natomiast z braku części uruchamianie SN4 zajęło dużo więcej czasu. Od 1942 były one wykorzystywane jako wagony techniczne. Jeden z nich, o numerze 150 gruntownie odrestaurowano, dzięki czemu mógł służyć w ruchu liniowym. SN3 eksploatowano w Krakowie aż do 1969, poddając je wielu przeróbkom. Wagon 150 zakończył służbę prawdopodobnie w latach 40., a dalsze losy całej czwórki nie są do końca znane. Prawdopodobnie po jednej sztuce trafiło w późniejszych latach do Warszawy i Częstochowy jako szlifierki.
W 1949 do Krakowa trafiły znormalizowane wagony Konstal N wraz z doczepkami ND, mające być remedium na powojenne braki taborowe w polskich przedsiębiorstwach tramwajowych. Cechowały się one niezwykle uproszczoną konstrukcją wzorowaną na przedwojennym niemieckim tramwaju KSW. Początkowo dostały one nazwy SN5 oraz PN5, ale nie przyjęły się one na rzecz oznaczeń producenta.
W latach 50., 60. i 70. stopniowo udało się wycofać z ruchu wszystkie przedwojenne wagony. Na początku do grudnia 1953 roku likwidacja objęła całą sieć wąskotorową. W 1968 roku z ulic zjechały ostatnie SN1, a rok później – SN3 oraz doczepki PN1. W 1975 zaprzestano eksploatacji PN2, a wiosną 1976 wycofano z ruchu wagony SN2. Było to możliwe dzięki wznowieniu dostaw fabrycznie nowych tramwajów z chorzowskiego Konstalu dla innych niż Warszawa miast oraz zakupowi używanych N-ek. 14 grudnia 1969 na stan inwentarzowy wpisane zostały pierwsze wagony Konstal 102N, które były istotnym krokiem naprzód w stosunku do eksploatowanego dotychczas taboru. Niebawem do ruchu wprowadzono ich udoskonalone wersje, 102Na. Pod względem wyposażenia elektrycznego oba tramwaje były identyczne. Ich eksploatację zakończono pod koniec 2001.
Od 1975 do miasta trafiały nowe wagony Konstal 105N, a cztery lata później zaczęto dostarczać ich unowocześnioną wersję różniącą się wyglądem oraz układem elektrycznym znaną jako 105Na, która na krakowskich torach eksploatowana jest do dziś. W latach 80. Konstal przebudował część 105N na 105Na, zaś pozostałe własnymi siłami przebudowało MPK Kraków na 105NG.
W 1989 MPK Kraków zakupiło z Norymbergi używane wagony T4 wraz z doczepkami B4 pochodzące z końca lat 50. Mimo swego zaawansowanego wieku były one bardziej zaawansowane technologicznie niż polskie konstrukcje, a także mniej awaryjne. W 1994 roku do Krakowa sprowadzono tramwaje Düwag GT6, stanowiące przegubową wersję T4. Eksploatację T4 zakończono w 2002 roku, doczepek B4 w 2009, zaś GT6 w 2012 roku.

### Tabor zabytkowy
Na początku lat 80. grupka miłośników tramwajów z Norymbergi doprowadziła do odnowienia i powrotu ostatniego zachowanego tramwaju MAN Tw do swojego macierzystego miasta. Rozbudziło to zainteresowanie starymi tramwajami, które w miarę możliwości technicznych zaczęto stopniowo odbudowywać.
MPK dysponuje 28 wagonami zabytkowymi lub ich replikami. Zabytkowe wozy obsługują komunikację miejską w celach turystycznych (np. linia „0”) lub okolicznościowo.
Oprócz tramwajów, które były użytkowane w Krakowie w ruchu liniowym, w posiadaniu są również pojazdy z Warszawy, Gdańska i Wrocławia.
19 marca 2011 dla uczczenia 110 rocznicy pierwszej jazdy tramwaju elektrycznego w Krakowie, na trasie Bronowice Małe – Muzeum Inżynierii Miejskiej kursowały tramwaje okolicznościowej linii nr 110. Linię obsługiwały zabytkowe wozy typów: SN1 z 1912 r. (tzw. „Gracówka”) i LH Standard z 1924 r.
| Zdjęcie | Typ         | Numery taborowe | Rok produkcji | Rok wycofania | Rok odbudowy | Uwagi |
| ------- | ----------- | --------------- | ------------- | ------------- | ------------ | --- |
|         | SN1         | 37              | 1912          | 1960          | 1995         | Odbudowany na podstawie części z trzech zachowanych egzemplarzy. |
|         | SN1         | 59              | 1922          | 1959          | 2025         | |
|         | PN3         | 555             | 1912          | 1960          | 2009         | Doczepa jest repliką norymberskiej PN3 wybudowaną od podstaw w 2009 roku. |
|         | LH Standard | 1076            | 1924          | B.d.          | 1985, 2006   | Wagon sprowadzony z Wrocławia w połowie lat 80. |
|         | DWF Ring    | 272             | 1930          | B.d.          | 2017         | Wagon sprowadzony z Gdańska w połowie lat 80, i odrestaurowany w stanie powojennym. |
|         | C           | 260             | 1925          | -             | 2021         | Wagon sprowadzony z Warszawy w 1989 roku, po remoncie zakończonym w 2021 r. stoi jako eksponat w Muzeum Inżynierii i Techniki. |
|         | S2D         | 506             |               | -             | 2024         | [ 94 ] |
|         | KSW         | 126             | 1944          | B.d.          | 2019         | Doczepa pierwotnie zbudowana dla Grazu, przejęta w 2017 przez Museumstramway Mariazell, i odrestaurowana w stanie Gdańska. |
|         | SN2         | 87              | 1939          | 1971          | 1991         | Po odstawieniu wagon służył jako pług. |
|         | PN2         | 524             | 1938          | B.d.          | 2008         | Doczepa doprowadzona do wyglądu z późniejszych lat eksploatacji. |
|         | PN2         | 530             | 1938          | 1971          | 1992         | |
|         | K           | 437             | 1940          | B.d.          | 2019         | Odkupiony z Warszawy jako pług śnieżny i odrestaurowany do stanu, w jakim tego typu wagony miały trafić do Warszawy. |
|         | SN3         | 92              | 1909          | 1966          | 2023         | [ 96 ] |
|         | SN4         | 151             | 1910          | 1959          | 2015         | Wagony wyprodukowane w fabryce Gottfried Lindner Waggonbau AG Halle w roku 1910 dla Eberswalde, przekazane do Krakowa w 1941 roku. Ze względu na zły stan techniczny odremontowano je i wprowadzono do ruchu dopiero w 1942, jednak po krótkim czasie zostały przekwalifikowane na wagony techniczne. |
|         | N           | 9               | 1954          |               | 2024         | Wersja zmodernizowana (przebudowany na jednokierunkowy, zmieniony wygląd przodu, zmodyfikowany pulpit, drzwi harmonijkowe identyczne, jak w 13N, miękkie siedzenia). |
|         | N           | 20              | 1954          | 1988          | 2001         | Używany wagon z Warszawy zakupiony w 1969 roku, doprowadzony do wyglądu z okresu modernizacji prowadzonych w latach 70. |
|         | N           | 26              | 1954          | B.d.          | 1992         | Wagon zakupiony od WPK Katowice w 1989 roku, w latach 1992–2006 znajdował się w muzeum tramwajów w Norymberdze. Obecnie doprowadzony jest do wyglądu z pierwszych lat eksploatacji. |
|         | ND          | 454             | 1952          | -             | 2025         | Przebudowany z dwóch wagonów silnikowego, skrzynia z Tramwajów Śląskich z podwoziem krakowskim, reprezentuje tę samą modernizację co N 9, w wersji dla Poznania |
|         | ND          | 502             | 1950          | B.d           | 2019         | Doczepa nr 502 zrekonstruowana w stanie z pierwszej serii sanockiej, przebudowana z wagonu silnikowego 4N1. |
|         | ND          | 511             | 1952          | 1994          | 2012         | Doczepa przebudowana z wagonika silnikowego do reprezentowania stanu z lat 70' (z plastikowymi siedzeniami). |
|         | ND          | 512             |               | -             | 2025         | Przebudowany z dwóch wagonów silnikowego, skrzynia z Łodzi, podwozie odkupionego od Tramwajów Śląskich, ma podświetloną reklamę na dachu |
|         | ND          | 538             | 1952          | B.d           |              | Doczepa nr 538 pozostała w Krakowie, i uzyskała kolor czerwono-biały w 2017 roku |
|         | 4N          | 43              | 1958          | 1989          | 2021         | Wagon silnikowy zakupiony w 2017 roku z Poznania do reprezentowania wersji dwukierunkowej. |
|         | 4ND1        | 573             | 1960          | 1983          | 2018         | Doczepa zrekonstruowana jako przedstawiciel serii 4ND1 z hamulcami tarczowymi. |
|         | 13N         | 400             | 1967          | -             |              | Wagon zakupiony w 2021 r. od osoby prywatnej z Gdańska, gdzie trafił z Warszawy w 2017 r. |
|         | 102N        | 203             | 1969          | 1997          | 1994, 2003   | W roku 1994 odrestaurowano jeden z pozostałych wagonów 102N i nadano mu pierwotny numer 203. Wagon ten, mimo iż przeznaczony na historyczny, pojawiał się liniowo do 1997 roku. |
|         | 102Na       | 210             | 1970          | 2001          | 2001         | Najstarszy tego typu wagon w Polsce. |
|         | 102NaD      | 155             | 1970          | 1997          | 2018         | Doczepa czynna powstała w wyniku modernizacji tramwaju 102Na polegającej na usunięciu kabiny motorniczego. Kursowały one w składach z tramwajami 102Na do 1997 roku w liczbie pięciu sztuk. |
|         | T4          | 127             | 1958          | 2002          | 2003         | Używany wagon z Norymbergi zakupiony przez MPK Kraków w 1994 roku. |
|         | T4          | 220             | 1957          | –             | 2004         | Dawny wagon techniczny przysłany z Norymbergi na części dla wagonów typu GT6 w 2004 roku. Dzięki zachowaniu w idealnym stanie został natychmiast przekwalifikowany na muzealny. |
|         | B4          | 527             | 1958          | 2002          | 2003         | Używany wagon z Norymbergi zakupiony przez MPK Kraków w 1994 roku. |
|         | GT6         | 187             | 1962          | 2010          | 2010         | W 2004 roku sprowadzono z Niemiec ostatni wagon MAN GT6. Tramwaj z oryginalnym numerem 327 otrzymał w krakowskim MPK numer 187 i również został pomalowany w oryginalne barwy, z którymi jeździł do końca eksploatacji liniowej.                                                                      |
|         | 105N        | 271             | 1975          |               | 2019         | Do 2022 roku oficjalnie jako wagon techniczny z numerem RT001 |
|         | 105N        | 266             | 1975          |               | 2019         | Do 2022 roku oficjalnie jako wagon techniczny z numerem RT002 |

### Przetargi i zakupy w latach 2016-2023
Do Krakowa w latach 2019–2023 trafiło 110 nowych, niskopodłogowych tramwajów Tango Kraków Lajkonik oraz Tango Kraków Lajkonik 2.
24 października 2016 MPK otworzyło oferty przetargowe na zakup 50 tramwajów o długości 32–35 m.
Zostały złożone 4 oferty:
- Konsorcjum Solaris Bus & Coach i Stadler Polska – wagon o nazwie Tango Kraków Lajkonik[61] – 7 270 127 zł netto (za 1 wagon)
- Newag – wagon o nazwie 138N – 8 595 000 zł netto
- Pesa – wagon o nazwie 2016N Krakowiak II – 6 950 000 zł netto
- Škoda Transportation wagon o nazwie ForCity Kraków 8 290 000 zł netto

Przetarg podzielony był na dwie części. W pierwszej oczekiwano dostarczenia 35 wagonów. Przewidywany czas realizacji kontraktu to lata 2019–2020.
10 listopada 2016 MPK wykluczyło Pesę z przetargu w związku z nienależytą realizacją umowy na zakup 36 wagonów 2014N Krakowiak.
23 czerwca 2017 sąd okręgowy nakazał przywrócenie oferty Pesy do przetargu. 8 sierpnia 2017 MPK wybrało Pesę. Kontrakt opiewał na sumę 427,425 mln zł brutto. Producent na realizację umowy miał mieć 30 miesięcy od dnia jej podpisania.
Ponieważ 10 listopada 2017 Pesa nie stawiła się na podpisanie umowy, ani nie wniosła wymaganych gwarancji finansowych w wysokości 29,9 mln zł, wykonanie kontraktu zostało przekazane konsorcjum Solaris Bus & Coach i Stadler Polska. 5 kwietnia 2019 roku MPK poinformowało, że w Środzie Wielkopolskiej powstał pierwszy stalowy element jednego z 50 tramwajów, który trafił do fabryki w Siedlcach.
13 grudnia 2019 pierwszy tramwaj Stadlera został dostarczony do Krakowa. Na ulice miasta, w ramach testów, wyjechał po raz pierwszy 7 stycznia 2020.
17 września 2019 MPK otwarło oferty przetargowe na zakup do 60 tramwajów o długości co najmniej 32 m. Została złożona jedna oferta:
- konsorcjum Stadler Polska i Stadler Środa – wagon o nazwie Tango Kraków Lajkonik 2 – 8 371 600 zł netto (za 1 wagon).

22 sierpnia 2022 pierwszy tramwaj Lajkonik II, w ramach realizacji drugiego przetargu, został dostarczony do Krakowa. 
W październiku 2022 ogłoszono wstępne konsultacje rynkowe na zakup 60 tramwajów do 2026 roku. Pod koniec 2023 roku ogłoszono jednak przetarg na zakup 90 niskopodłogowych tramwajów, 30 o długości 32-34 metry jednokierunkowe, 30 o tej samej długości dwukierunkowe i 30 o długości 42-45 metrów jednokierunkowych. W każdym przypadku 10 było zamówieniem podstawowym, a pozostałe 20 zachowano jako opcja. W połowie 2024 roku otwarto oferty, które złożyły firmy Stadler i Bozankaya. Obie oferty przekraczały budżet, dlatego przetarg unieważniono i rozpisano nowy o identycznych parametrach. W grudniu 2024 otwarto ponownie oferty, tym razem od Pesy i Skody (która zaoferowała jedynie tramwaje ponad 40 metrowe). 4 marca 2025 poinformowano o wyborze ofert Pesy, a 3 kwietnia podpisano umowy ramowe na dostawę tramwajów typu Twist 3.0.

## Tablice Dynamicznej Informacji Pasażerskiej
Pierwsze tablice elektroniczne w Krakowie pojawiły się w 2008 roku na trasie linii nr 50. W 2010 roku w Starym Mieście pojawiły się kolejne wyświetlacze. Nowe tablice były cieńsze i posiadały 5 wierszy tekstu w przeciwieństwie do starszych modeli, które miały ich 3. Ten sam model tablic w przeciągu następnych dwóch lat zawitał na nowo powstałych trasach tramwajowych. Kolejna akcja montowania tablic przeprowadzona została w 2013 roku. Nowa seria tablic wyróżnia się przyciskiem wzbudzającym zapowiedź głosową o najbliższych odjazdach przeznaczoną dla niewidomych. Niedługo potem wszedł w życie kolejny projekt mający na celu wyposażyć w tablice wszystkie przystanki tramwajowe, z wyjątkiem tras do Walcowni i do Pleszowa. Wymienione również zostały tablice na trasie linii nr 50, przy czym stare przeszły na mniej obciążone trasy.
W ramach systemu działa obecnie ponad 250 tablic zainstalowanych na wszystkich przystankach tramwajowych na terenie miasta z wyjątkiem tras do Walcowni i do Pleszowa, gdzie będą znajdować się one tylko na przystankach końcowych.
Na dużych węzłach przesiadkowych w 2014 roku zainstalowano 16 dużych tablic LCD. Główną część ekranu zajmuje lista odjazdów najbliższych tramwajów (w przyszłości również autobusów) z informacją o przystosowaniu dla osób niepełnosprawnych. Obok listy znajduje się mapa rejonu węzła z zaznaczonymi lokalizacjami przystanków wraz z numerami linii. Na ekranie prezentowana jest również prognoza pogody na najbliższe dni oraz wiadomości. Dodatkowo tablice mogą być używane do przekazywania informacji o utrudnieniach (zaplanowanych i nadzwyczajnych). Tablice takie znajdują się w okolicy Dworca Głównego oraz przystanków: Politechnika, Plac Inwalidów oraz Rondo Mogilskie.

## Zdjęcia

Krakowski Szybki Tramwaj
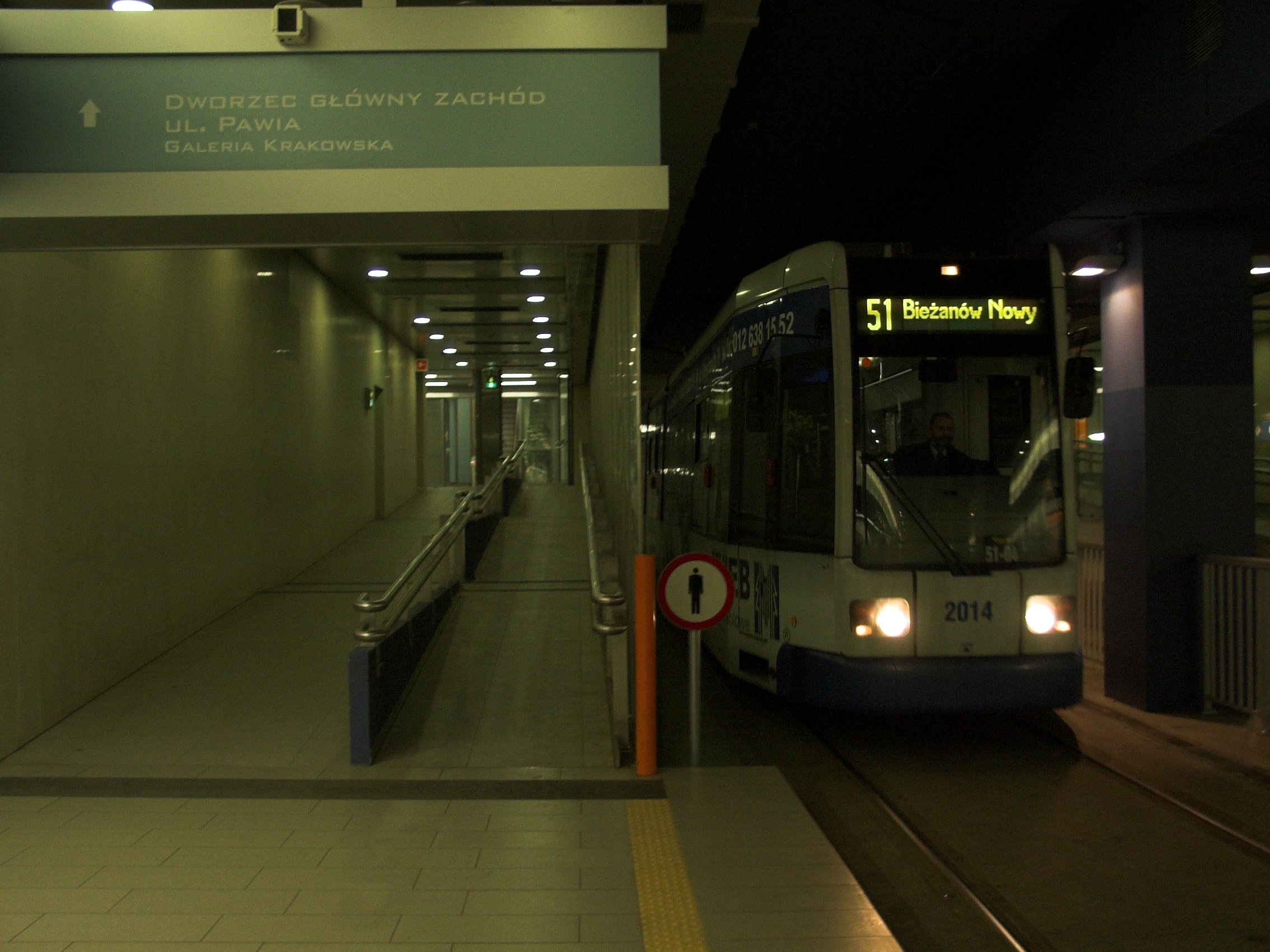
Linia 51 w tunelu KST
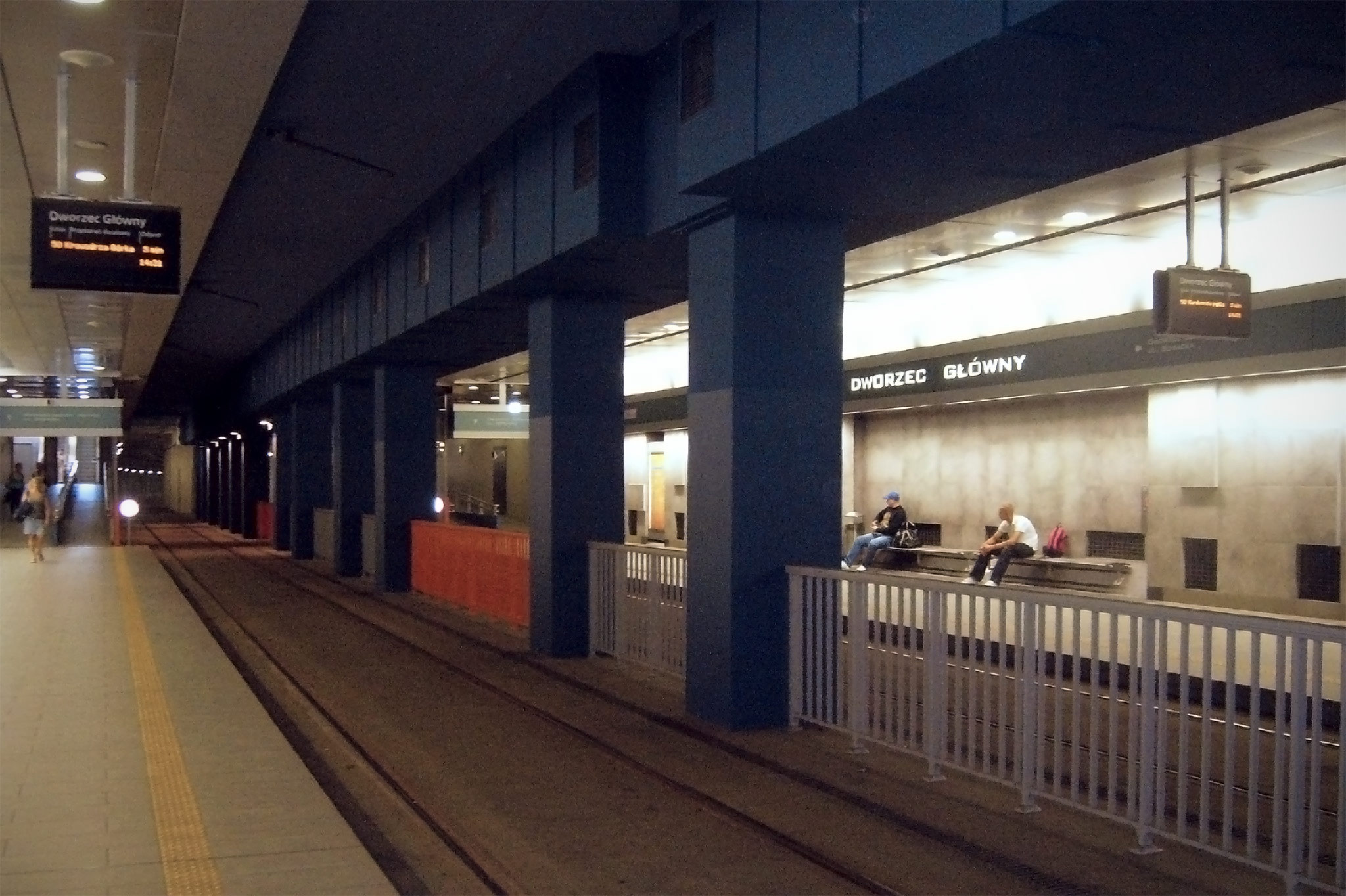
Przystanek Dworzec Główny Tunel w tunelu KST
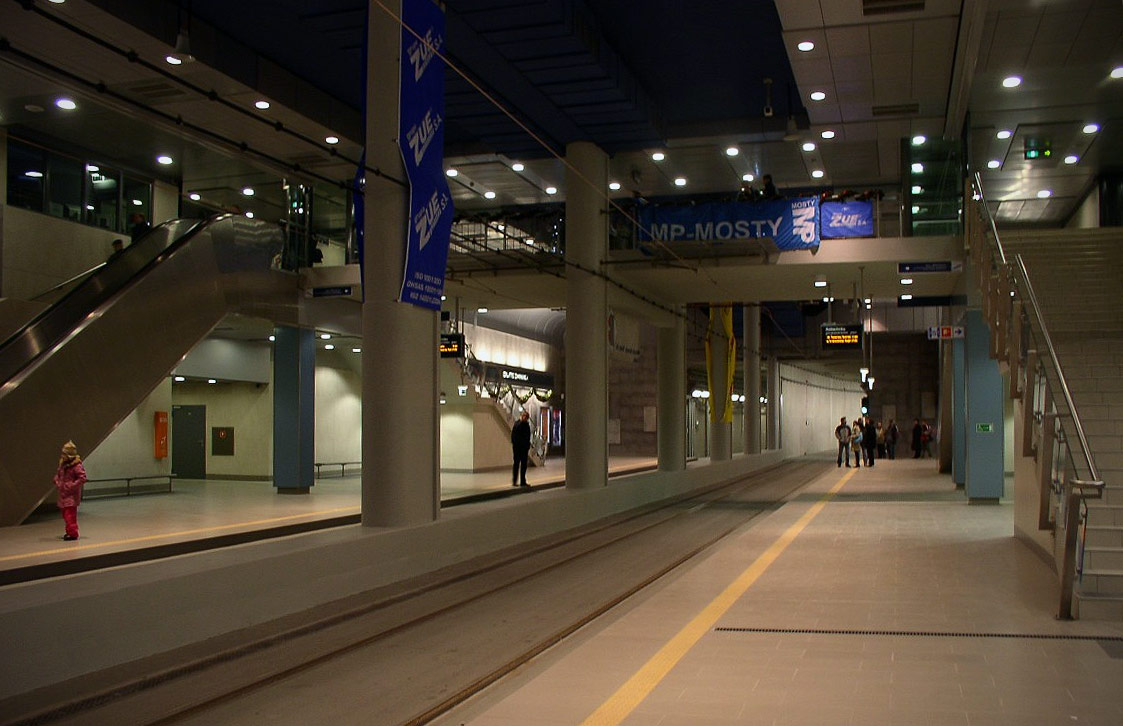
Przystanek Politechnika w tunelu KST
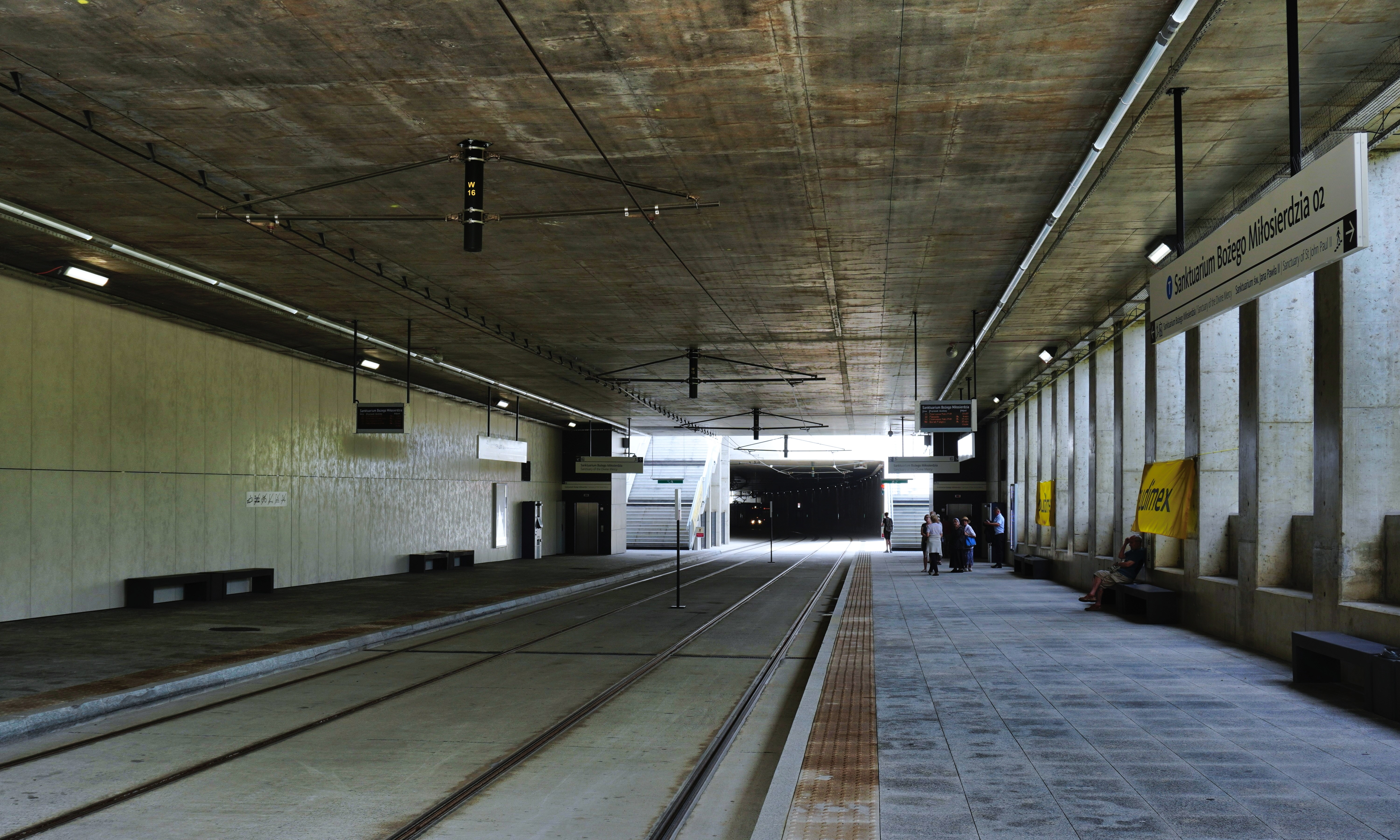
Przystanek Sanktuarium Bożego Miłosierdzia w tunelu tramwajowym KST wzdłuż Trasy Łagiewnickiej
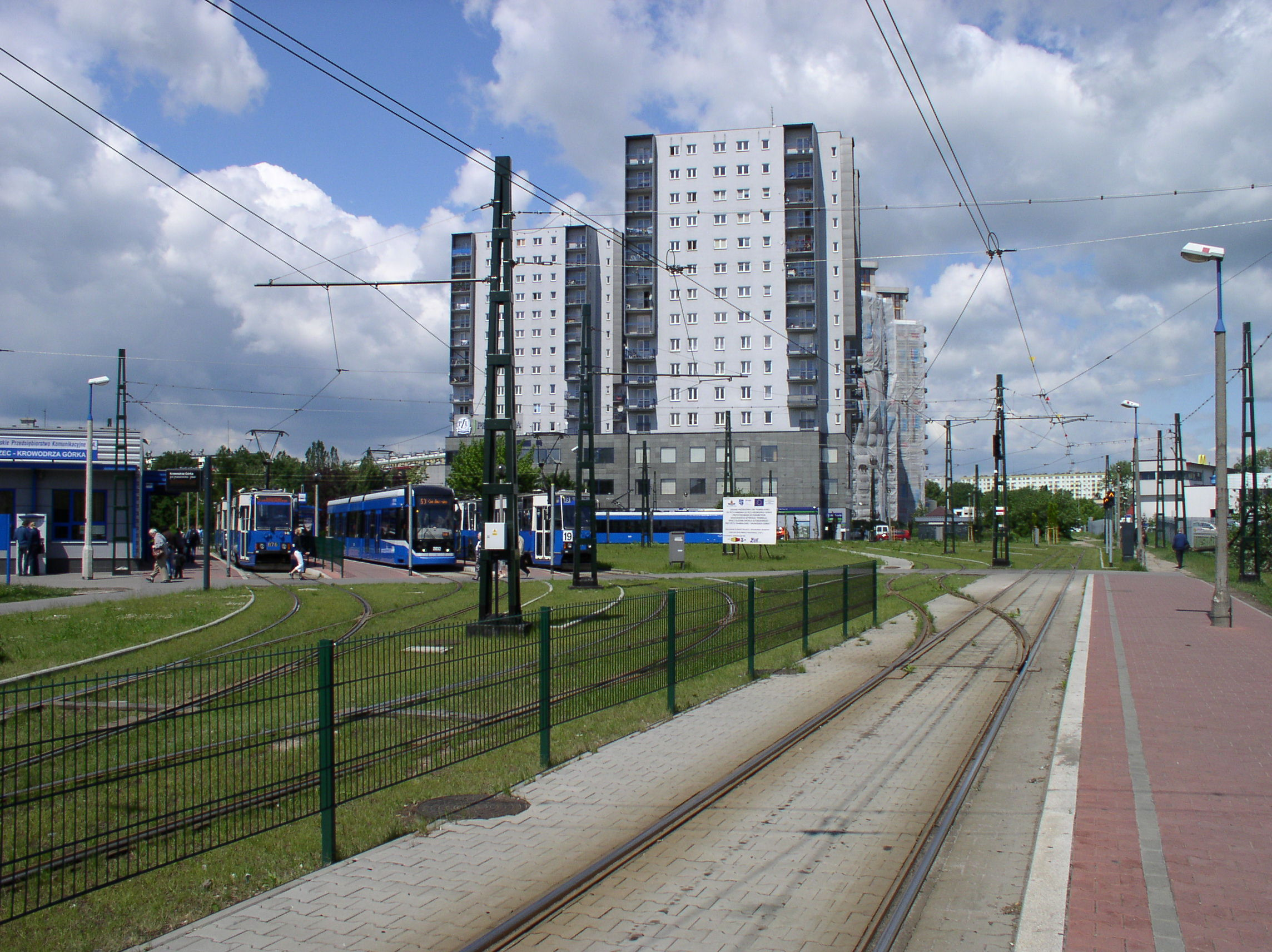
Pętla tramwajowa „Krowodrza Górka”
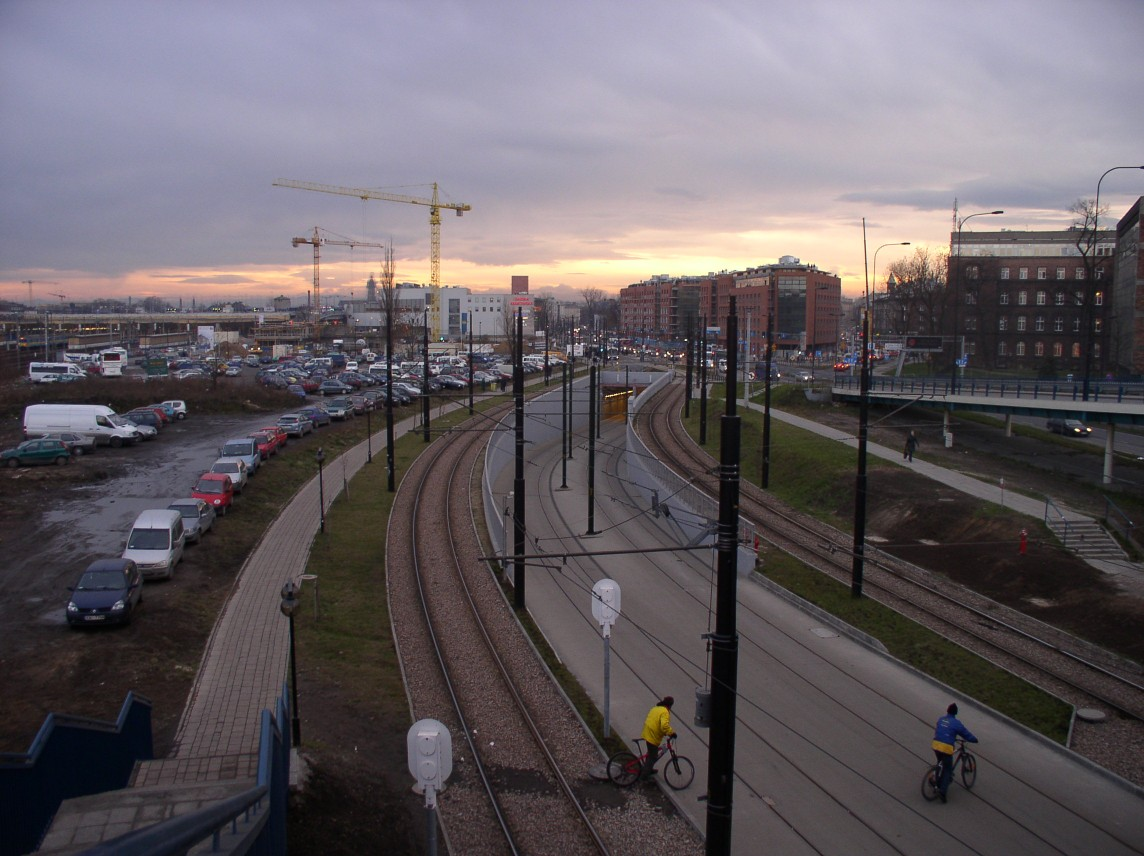
Wjazd do tunelu KST

Inne
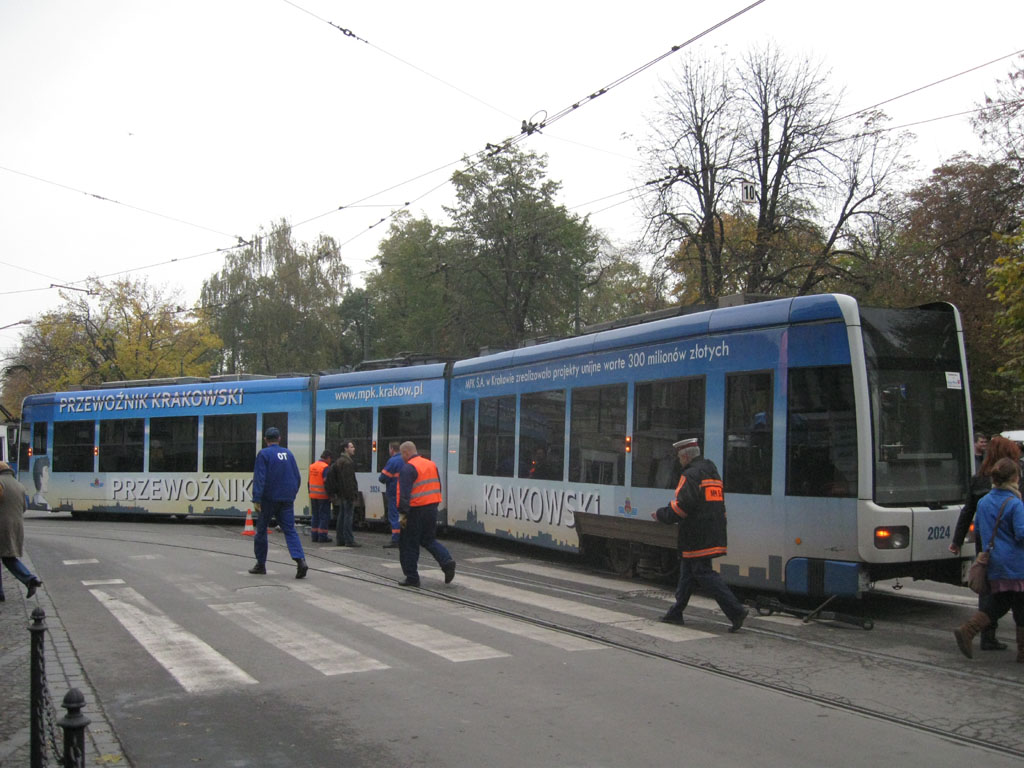
Wykolejony wagon NGT6 #2024 pod Bagatelą
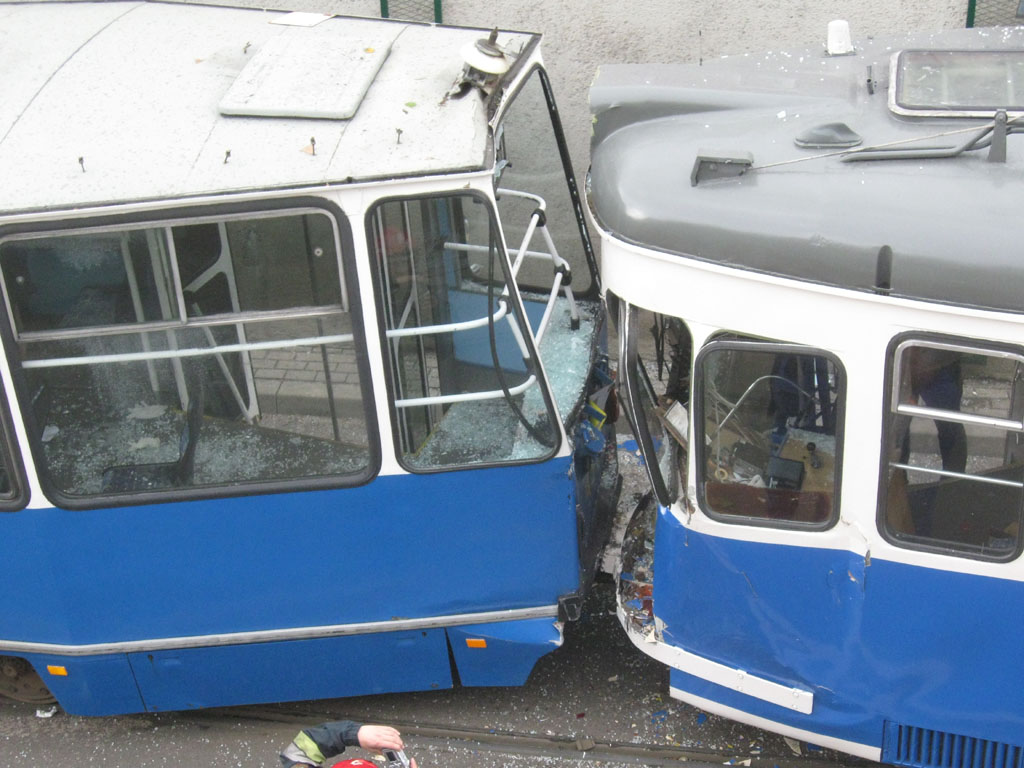
Zderzenie dwóch tramwajów na Rondzie Mogilskim
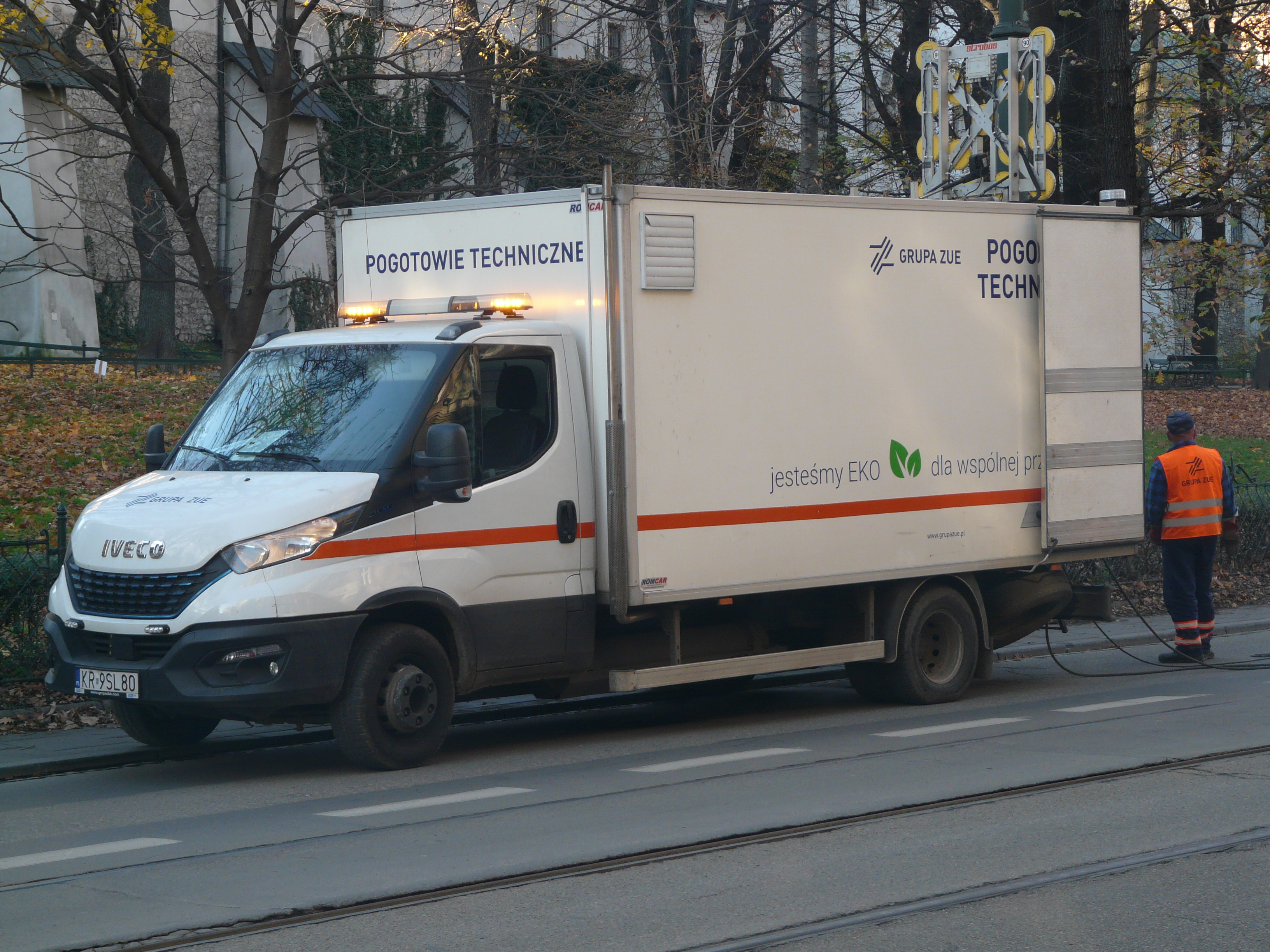
Pogotowie techniczne, naprawa linii trakcyjnej w Krakowie
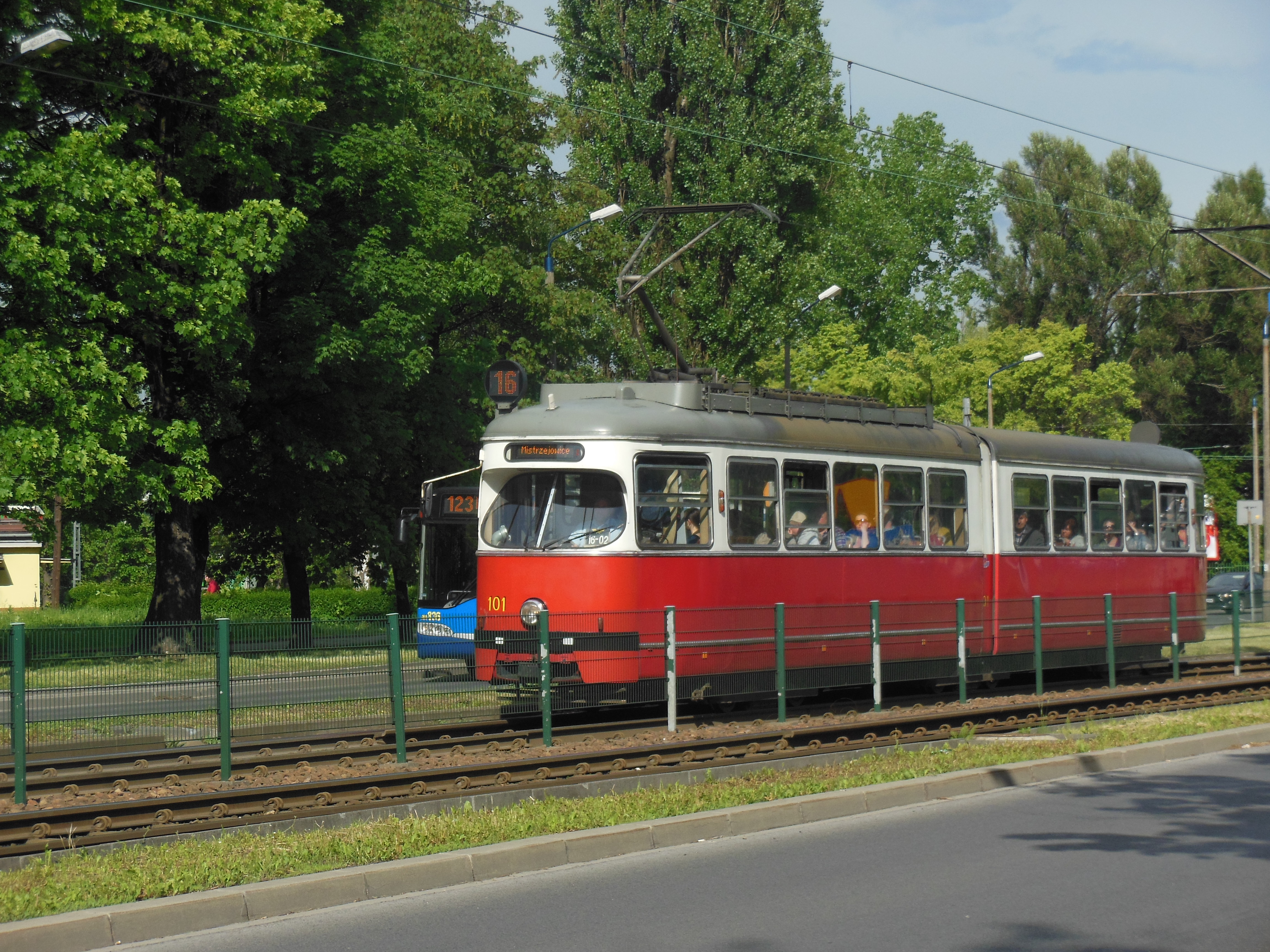
SGP/Lohner E1 nr 101 – pierwszy egzemplarz, który dojechał do Krakowa
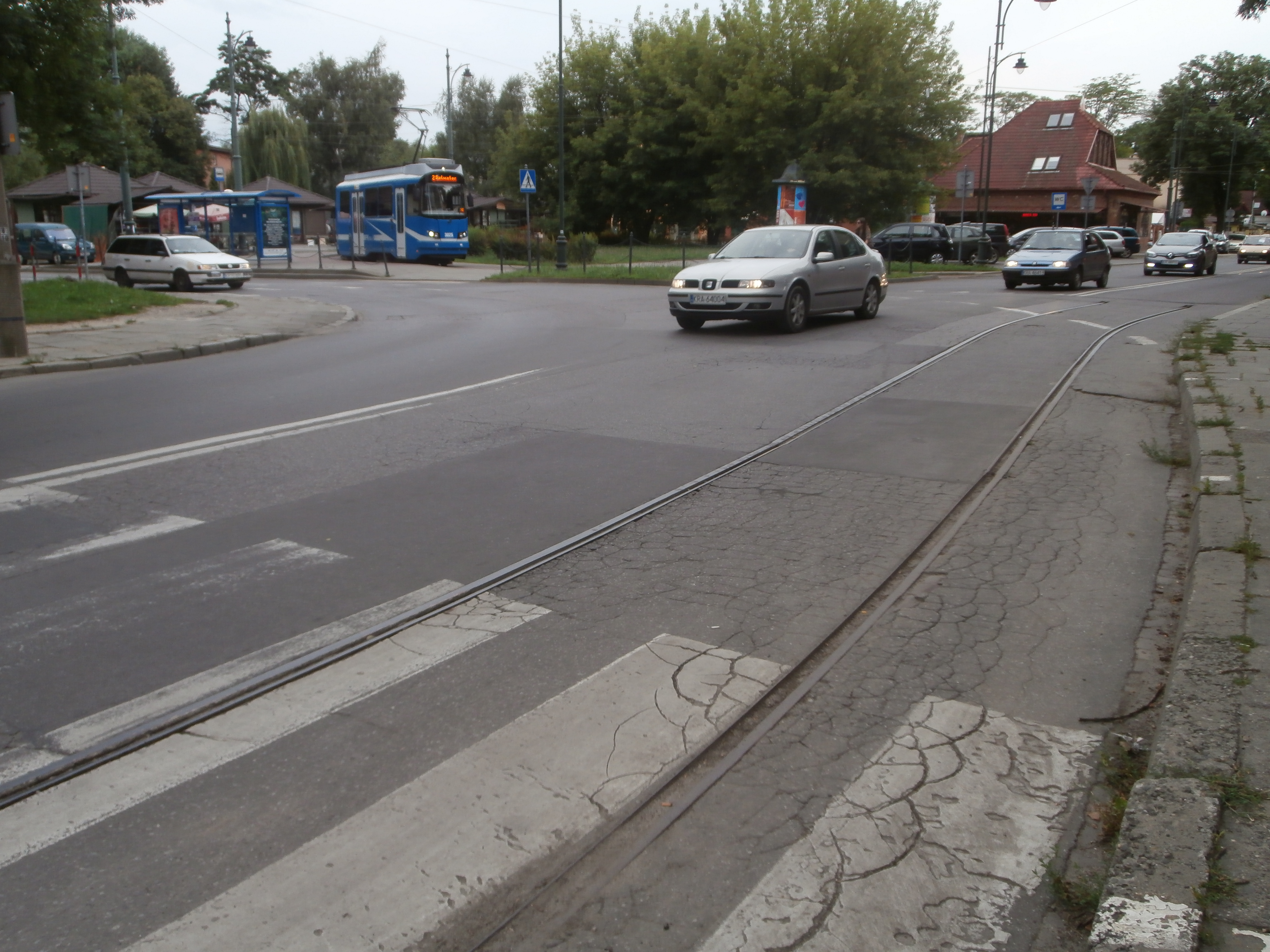
Wypustka torowa pod Cmentarzem Rakowickim
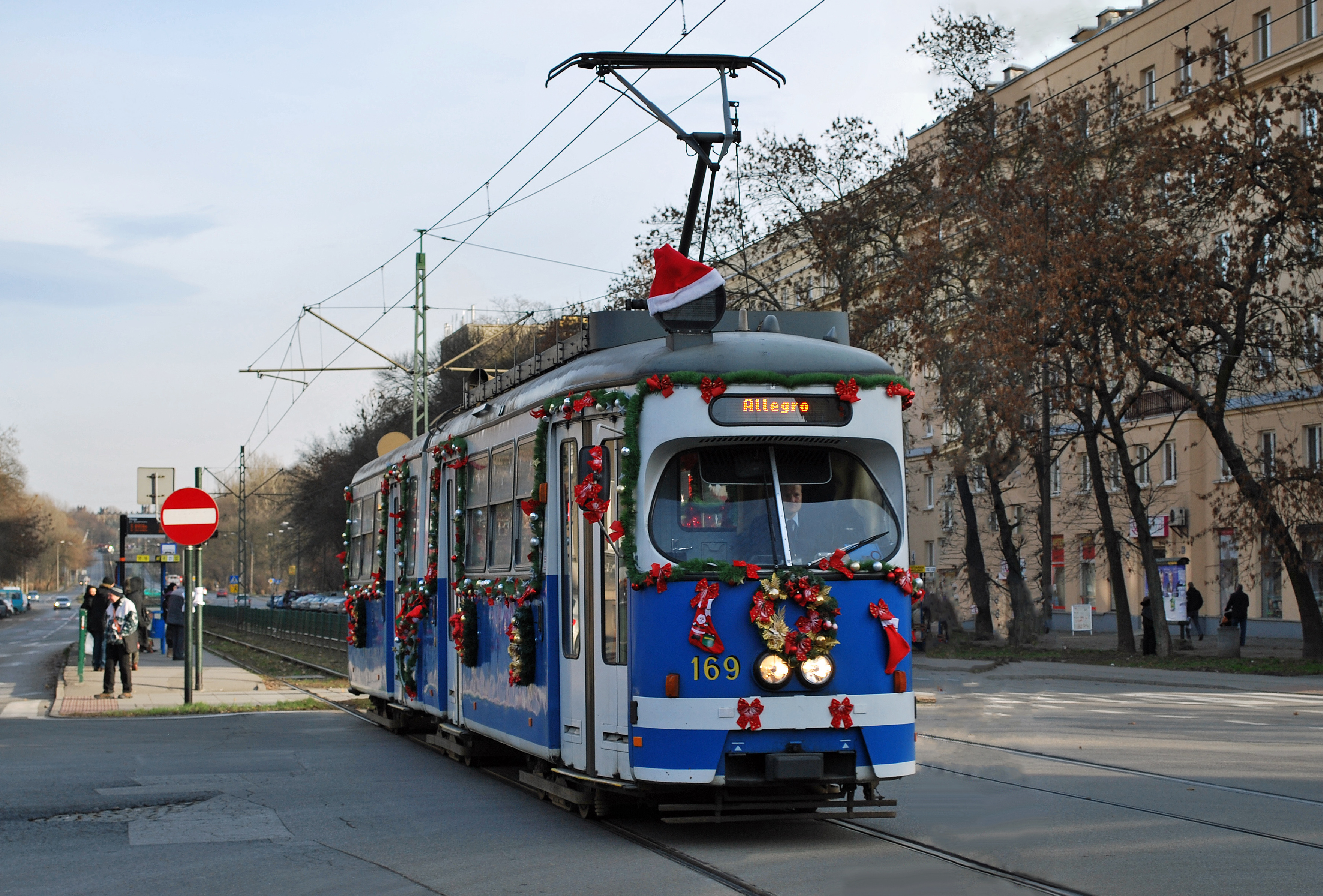
Tramwaj E1 w świątecznych dekoracjach
- Pesa Twist 2014N, którym jechał papież Franciszek podczas Światowych Dni Młodzieży 2016 przyjeżdża na przystanek Lipińskiego